# Xinhai-Revolution
Die Xinhai-Revolution (chinesisch 辛亥革命, Pinyin Xīnhài gémìng, Jyutping San1hoi6 gaak3ming6, Pe̍h-ōe-jī Sin-hāi-kik-bīng) war eine gesellschaftliche Umwälzung im China des beginnenden 20. Jahrhunderts. Die Revolution begann im Herbst 1911 und endete mit dem Thronverzicht des sechsjährigen Kaisers Puyi am 12. Februar 1912. Durch sie konnte am 1. Januar 1912 die erste chinesische Republik gegründet werden. Die Beendigung der Regentschaft des letzten Mandschu-Kaisers Puyi aus der Qing-Dynastie bedeutete das Ende des über 2100 Jahre alten chinesischen Kaiserreichs, das seit 221 v. Chr. über viele Dynastien hinweg Bestand hatte.
Die Qing-Dynastie hatte sich lange Zeit bemüht, die Regierung zu reformieren und sich gegen ausländische Aggressionen zu wehren, aber das Reformprogramm nach 1900 wurde von den Konservativen am Qing-Hof als zu radikal und von den Reformern als zu langsam abgelehnt. Verschiedene Gruppierungen, darunter Anti-Qing-Gruppen im Untergrund, Revolutionäre im Exil, Reformer, die die Monarchie durch Modernisierung retten wollten, und Aktivisten im ganzen Land debattierten darüber, wie oder ob die Mandschus gestürzt werden sollten. Den Höhepunkt bildete der Wuchang-Aufstand am 10. Oktober 1911, eine bewaffnete Rebellion von Mitgliedern der „Neuen Armee“. Ähnliche Aufstände brachen daraufhin spontan im ganzen Land aus und Revolutionäre in allen Provinzen des Landes sagten sich von der Qing-Dynastie los. Am 1. November 1911 ernannte der Qing-Hof Yuan Shikai (Führer der mächtigen Beiyang-Armee) zum Premierminister; dieser nahm Verhandlungen mit den Revolutionären auf.
In Nanjing bildeten die revolutionären Kräfte eine provisorische Koalitionsregierung unter der Flagge der „Fünf Rassen unter einer Union“. Am 1. Januar 1912 verkündete die Nationalversammlung die Gründung der Republik China mit Sun Yat-sen, dem Führer der Tongmenghui, als provisorischem Präsidenten. Ein kurzer Bürgerkrieg zwischen Nord- und Südchina endete mit einem Kompromiss: Sun würde zugunsten von Yuan Shikai zurücktreten, der Präsident der neuen nationalen Regierung (Beiyang-Regierung) werden würde, wenn Yuan die Abdankung des Qing-Kaisers erreichen könnte. Das Abdankungsedikt des letzten chinesischen Kaisers, des sechsjährigen Puyi, wurde am 12. Februar 1912 verkündet. Yuan wurde am 10. März 1912 als Präsident vereidigt. Da es Yuan nicht gelang, vor seinem Tod im Jahr 1916 eine legitime Zentralregierung zu bilden, kam es zu jahrzehntelanger politischer Spaltung und Kriegstreiberei (die sogenannte Kriegsherrenzeit), einschließlich eines Versuchs der kaiserlichen Restauration (Manchu Restauration).
Die Xinhai-Revolution ist benannt nach dem Jahr 辛亥 „Xīnhài“ des chinesischen Lunisolarkalenders (30. Januar 1911 bis 17. Februar 1912, Jahr des Metall-Schweins = 48. Mondjahr). Sowohl die Republik China auf der Insel Taiwan als auch die Volksrepublik China auf dem Festland betrachten sich als die rechtmäßigen Nachfolger der Xinhai-Revolution und ehren deren Ideale, darunter Nationalismus, Republikanismus, die Modernisierung Chinas und nationale Einheit (Zhonghua minzu).

## Hintergrund
Nach der ersten Niederlage gegen den Westen im Ersten Opiumkrieg 1842 schränkte eine konservative Hofkultur die Reformbemühungen ein und wollte die Autorität nicht an lokale Beamte abtreten. Nach der Niederlage im Zweiten Opiumkrieg 1860 begann die Qing-Regierung mit der Selbststärkungsbewegung, ein Vorhaben sich mittels Modernisierung gegen ausländische Aggressionen wehren zu können. Im Taiping-Aufstand (1851–64), Nian-Aufstand (1851–68), der Panthay-Rebellion (1856–68) und den Dunganenaufständen (1862–77) vertraute die Regierung auf Armeen, die von lokalen Beamten aufgestellt wurden. Nach einer Zeit kurzzeitiger Erfolge beim Import westlicher Marine- und Waffentechnologie war die Niederlage im Ersten Chinesisch-Japanischen Krieg 1895 umso demütigender und überzeugte einen Großteil der Bevölkerung von der Notwendigkeit eines institutionellen Wandels. Der Hof richtete unter Yuan Shikai die „Neue Armee“ ein; viele kamen nunmehr zu dem Schluss, dass auch die chinesische Gesellschaft modernisiert werden musste, wenn der technologische und wirtschaftliche Fortschritt erfolgreich sein sollte.
1898 wandte sich Kaiser Guangxu an Reformer wie Kang Youwei und Liang Qichao, die ein durch die japanische Meiji-Restauration inspiriertes Programm vorschlugen. In der so genannten Hundert-Tage-Reform schlugen sie grundlegende Reformen in den Bereichen Bildung, Militär und Wirtschaft vor. Die Reform wurde durch einen konservativen Staatsstreich unter der Führung der Kaiserinwitwe Cixi abrupt abgebrochen. Der Kaiser wurde im Juni 1898 unter Hausarrest gestellt, wo er bis zu seinem Tod im Jahr 1908 blieb. Die Reformer Kang und Liang gingen ins Exil, um nicht hingerichtet zu werden. Die Kaiserinwitwe kontrollierte die Politik bis zu ihrem Tod im Jahr 1908, wobei sie von Beamten wie Yuan unterstützt wurde. Angriffe auf Ausländer und chinesische Christen im Boxeraufstand, die von der Kaiserinwitwe unterstützt wurden, führten im Jahr 1900 zu einer weiteren ausländischen Invasion in Peking.
Nachdem die Alliierten eine Strafe verhängt hatten, führte der Qing-Hof grundlegende Steuer- und Verwaltungsreformen durch, zu denen auch Kommunal- und Provinzwahlen gehörten. Diese Maßnahmen fanden jedoch kein Vertrauen und keine breite Unterstützung bei den politischen Aktivisten. Viele Revolutionäre, wie Zou Rong, hegten starke Vorurteile gegen die Mandschu und gaben ihnen die Schuld an Chinas Problemen. Kang Youwei und Liang Qichao gründeten die „Kaiserschutzgesellschaft“, um den Kaiser wiederherzustellen, wohingegen andere, wie Sun Yat-sen revolutionäre Gruppen organisierten, um die Dynastie zu stürzen. Sie konnten nur in Geheimgesellschaften und Untergrundorganisationen, in ausländischen Konzessionen oder im Exil in Übersee agieren, fanden aber unter den Auslandschinesen sowie innerhalb Chinas, sogar in den „neuen Armeen“, Anhänger. Nach dem Tod der Kaiserinwitwe und des Kaisers im Jahr 1908 widersetzten sich konservative Mandschu-Elemente am Hof den Reformen und provozierten die Unterstützung der Revolutionäre.

## Organisation der Revolution

### Erste Gruppen
Viele Revolutionäre und Gruppen wollten die Qing-Regierung stürzen, um die Han-geführte Regierung wiederherzustellen. Die ersten revolutionären Organisationen wurden außerhalb Chinas gegründet, so z. B. die 1890 in Hongkong gegründete Furen Literary Society von Yang Quyun. Sie bestand aus 15 Mitgliedern, darunter Tse Tsan-tai (謝纘泰,  Xiè Zàntài), ein Literat, der politische Satiren wie The Situation in the Far East (dt. Die Lage im Fernen Osten) verfasste – eines der ersten chinesischen Manhua. Tse gründete später die South China Morning Post.
Die von Sun Yat-sen geführte Xingzhonghui (dt. Gesellschaft zur Wiedererweckung Chinas) wurde 1894 in Honolulu, Hawaii aus dem Zweck gegründet, Gelder für Revolutionen zu sammeln. Die beiden Organisationen fusionierten 1894.

### Kleinere Gruppen
Die Huaxinghui (dt. Gesellschaft zur Wiederbelebung der chinesischen Nation) wurde am 15. Februar 1904 durch Huang Xing, Zhang Shizhao gegründet und später durch Chen Tianhua und Song Jiaoren bereichert. Ihr Motto war: „Nehme eine Provinz mit Gewalt ein, um die anderen Provinzen zum Aufstand zu bewegen.“
Die Guangfuhui (dt. Gesellschaft des Wiedererstarkens) wurde ebenfalls 1904 gegründet, aber dieses Mal in Shanghai durch Cai Yuanpei. Nennenswerte Mitglieder sind Zhang Binglin und Tao Chengzhang. Obwohl sie seine Anti-Qing-Ansichten teilten, äußerten sich die Guangfuhui kritisch gegenüber Sun Yat-sen. Einer der führenden feministischen Revolutionäre, die „chinesische Jeanne d’Arc“, Qiu Jin, war auch Teil von Guangfuhui.
Andere kleinere Revolutionsgruppen waren Lizhi Xuehui (勵志學會, Lai Chi Gesellschaft) in Jiangsu, Gongqianghui (公強會, Kung Keung Verein) in Sichuan, Yiwenhui (益聞會) und Hanzudulihui (漢族獨立會, Gesellschaft für die Unabhängigkeit der Han-Chinesen) in Fujian, Yizhishe (易知社) in Jiangxi, Yuewanghui (岳王會, König-Yue-Klub) in Anhui und Qunzhihui (群智會/群智社, Kwan Chi Klub/Gesellschaft) in Guangzhou.
Es gab auch kriminelle Organisationen, die sich gegen die Mandschu richteten, darunter die Grüne Bande (青帮, Qīng Bāng) und die Hongmen Zhigongtang (致公堂, Himmel und Erde). Sun Yat-sen selbst kam in Kontakt mit den Hongmen, auch bekannt als Tiandihui.
Die Geheimgesellschaft Gelaohui (dt. Gesellschaft der älteren Brüder) war eine weitere, einflussreiche Gruppierung, mit namentlichen Mitgliedern wie Zhu De, Wu Yuzhang, Liu Zhidan und He Long. Diese revolutionäre Gruppe sollte später eine enge Verbindung zur späteren Kommunistischen Partei Chinas aufbauen.

### Die Tongmenghui

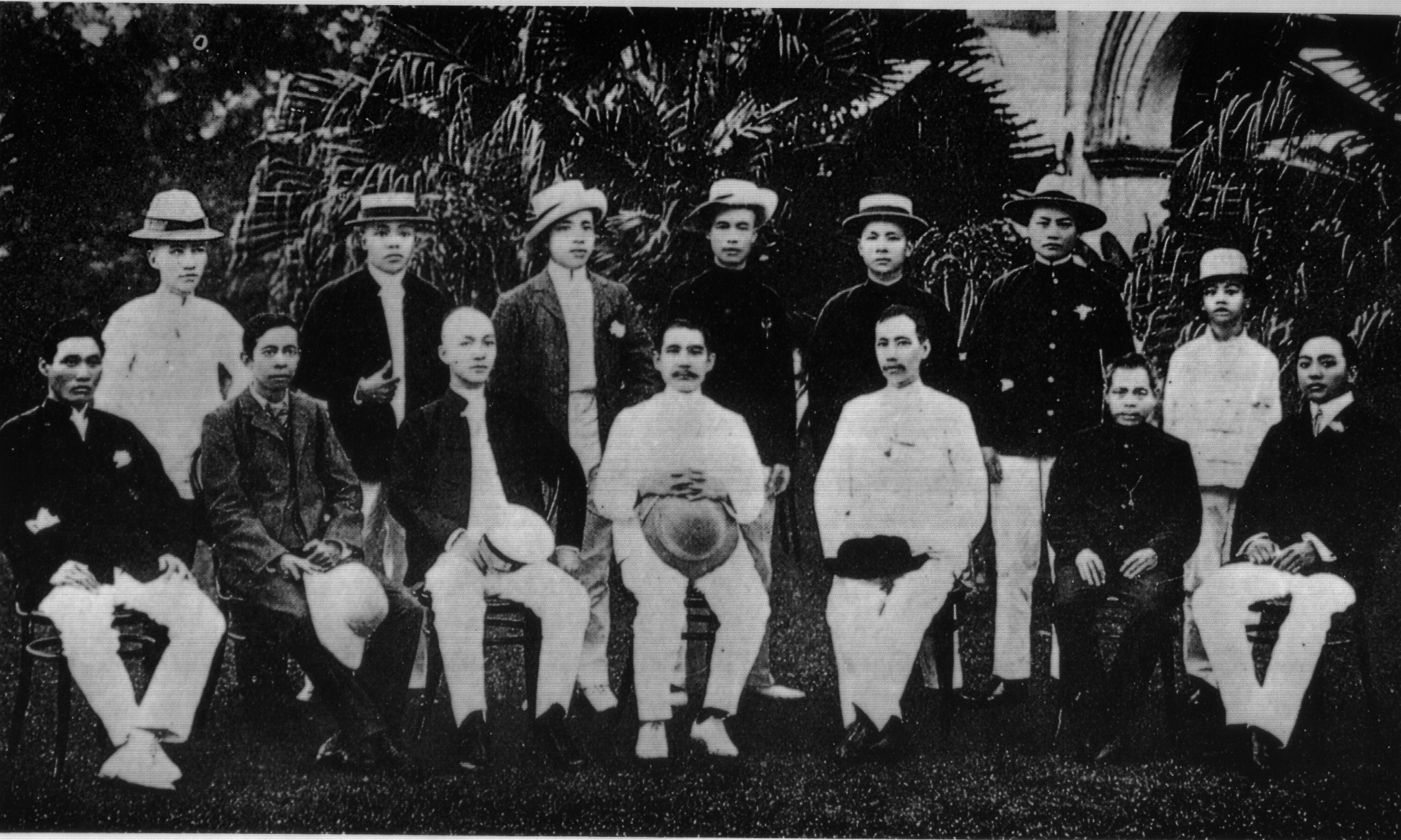
Tongmenghui Führungsspitze.

Im Sommer 1905 gelang es Sun Yat-sen erfolgreich, die Xingzhonghui, die Huaxinghui und die Guangfuhui zu vereinen und damit die Tongmenghui (dt. Bund der revolutionären Allianz) in Tokio zu begründen.
Obgleich die Gruppe ihren Ursprung in Tokio hatte, verfügte sie über lose Organisationen über das ganze Land und darüber hinaus. Sun Yat-sen war der Führer der vereinigten Gruppe. Weitere Revolutionäre, die mit der Tongmenghui zusammenarbeiteten, waren Wang Jingwei und Hu Hanmin. Zum Gründungszeitpunkt waren mehr als 90 % der Mitglieder der Tongmenhui zwischen 17 und 26 Jahren alt.
Die Tongmenghui ist der Vorgänger der Kuomintang.

### Spätere Gruppen
Im Februar 1906 kamen durch die Rizhihui (日知會) wiederum Revolutionäre zusammen, darunter Sun Wu, Zhang Nanxian, He Jiwei und Feng Mumin. Die Teilnehmer dieser Konferenz bildeten den Kern, aus dem sich die Tongmenhui in Hubei entwickelte.
Im Juli 1907 sprachen sich mehrere Mitglieder der Tongmenhui in Tokio für eine Revolution in der Region des Jangtse-Flusses aus. Liu Quiyi, Jiao Dafeng, Zhang Boxiang und Sun Wu gründeten die Gongjinhui (共進會, Progressive Gruppe). Im Januar 1911 wurde die revolutionäre Gruppe Zhengwu Xueshe (振武學社, Zhen Wu Akademie) in Wenxueshe (文學社, Literarische Gesellschaft) umbenannt. Jiang Yiwu wurde zum Vorsitzenden gewählt. Diese beiden Organisationen sollten beim Wuchang-Aufstand eine große Rolle spielen.
Viele junge Revolutionäre übernahmen das anarchistische Programm. In Tokio schlug Liu Shipei vor, die Mandschus zu stürzen und zu den klassischen chinesischen Werten zurückzukehren. In Paris stimmten die gut vernetzten jungen Intellektuellen Li Shizhen, Wu Zhihui und Zhang Renjie mit Suns revolutionärem Programm überein und schlossen sich der Tongmenghui an, vertraten jedoch die Ansicht, dass die bloße Ersetzung einer Regierung durch eine andere keinen Fortschritt darstelle; ein grundlegender kultureller Wandel, eine Revolution der Familien-, Geschlechter- und sozialen Werte würde die Notwendigkeit einer Regierung beseitigen. Zhang Ji und Wang Jingwei gehörten zu den Anarchisten, die Attentate und Terrorismus verwenden wollten, um die Bevölkerung zu einer Revolution anzustacheln, während andere darauf bestanden, dass Bildung die einzig vertretbare Strategie sei. Zu den wichtigen Anarchisten gehörte auch Cai Yuanpei. Zhang Renjie leistete Sun wichtige finanzielle Unterstützung. Viele dieser Anarchisten sollten später hohe Positionen in der Kuomintang einnehmen.

### Gemeinsame Ansichten
Die verschiedenen Gruppen einte ihre Anti-Qing/Anti-Mandschu-Stimmung und ihre Erinnerung an den Konflikt zwischen der ethnischen Minderheit der Mandschu und der ethnischen Mehrheit der Han-Chinesen aus der späten Ming-Dynastie (1368–1644). Führende Intellektuelle ließen sich von Büchern beeinflussen, die aus den letzten Jahren der Ming-Dynastie, der letzten Dynastie der Han-Chinesen, erhalten geblieben waren.
1904 verkündete Sun Yat-sen, dass es das Ziel seiner Organisation sei, „die tatarischen Barbaren zu vertreiben, das Zhonghua wiederzubeleben, eine Republik zu errichten und das Land gleichmäßig unter dem Volk zu verteilen“. Viele Untergrundgruppen propagierten die Ideen von „Trotz Qing, ehre Ming“ (反清復明), die seit den Tagen des Taiping-Aufstands bekannt waren. Andere, wie Zhang Binglin, unterstützten radikalere Parolen wie „Tötet die Mandschus“ (興漢滅胡) und Konzepte wie den „Anti-Manchuismus“.

## Strategien und Gruppen
Eine Vielzahl an Gruppen unterstützten die Revolution von 1911, darunter Studenten und Intellektuelle, die aus dem Ausland zurückkehrten, sowie Teilnehmer an revolutionären Organisationen, Auslandschinesen, Soldaten der „neuen Armee“, lokale Adlige, Bauern und weitere.

### Auslandschinesen

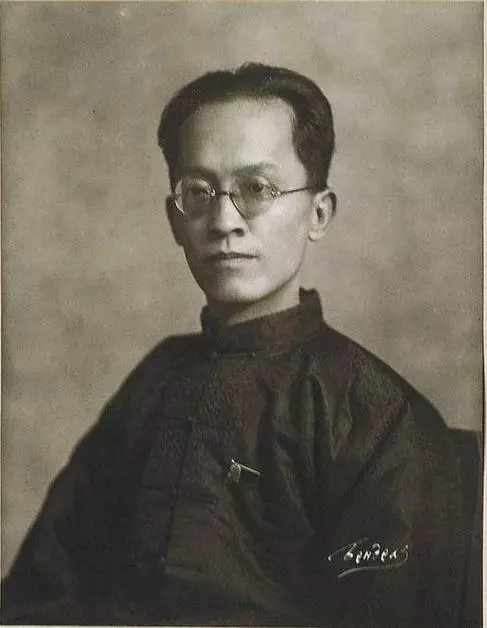
Hu Hanmin kritisierte die Auslandschinesen in Südostasien für ihre Bestechlichkeit.

Sun Yat-sen und die Tongmenghui waren bei der Durchführung revolutionärer Aktivitäten in Malaya, das aus der heutigen malaiischen Halbinsel und Singapur besteht, nicht sehr erfolgreich. Die britische Kolonialregierung unterhielt diplomatische Beziehungen mit der Qing-Regierung und die Qing-Botschaften in Singapur und Penang wurden zu Hindernissen für die revolutionären Aktivitäten. Auf der anderen Seite besuchten die Diplomaten der Qing-Regierung Gebiete in Malaya und wurden von den dortigen chinesischen Einwohnern begrüßt. Diese Diplomaten setzten sich für die Loyalität der einheimischen Chinesen gegenüber der Qing-Regierung ein; einige von ihnen verkauften Regierungsposten, um diese Ziele zu erreichen. Hu Hanmin beschrieb die Chinesen in Südostasien wie folgt:

„Jeder, der unter den Mandschus irgendeine offizielle Position innehatte, kann nach Südostasien gehen und bluffen und sagen: ‚Die drei Generationen meiner Familie waren alle Beamte ersten Grades, und ich bin auch ein bedeutender Beamter mit luxuriöser Regierungskopfbedeckung!‘, und diese Bluffs werden bei den einheimischen Chinesen für Aufsehen sorgen und sie dazu bringen, dich zu bewundern.“

Aus Hu Hanmins Beschreibung geht hervor, dass die Chinesen in Malaya immer noch von konservativen Ideen beeinflusst waren. Diese konservativen Vorstellungen verhalfen den Royalisten unter der Führung von Kang Youwei zu einer positiven Resonanz bei den chinesischen Einwohnern.
Die Royalisten unter der Führung von Kang Youwei und die Revolutionäre unter der Führung von Sun Yat-sen hatten unterschiedliche Vorstellungen von der Rücküberweisung von Migranten, weshalb beiden Parteien eine umfassende Debatte über dieses Problem in Südostasien führten. Sowohl die Royalisten als auch die Revolutionäre hatten ihre eigenen Papiere, auf denen intensive Debatten über die Themen konstitutionelle Monarchie und demokratische Revolution standen. Die Chinesen der lokalen Oberschicht waren tendenziell eher Anhänger der Royalisten, da sie wollten, dass ihr Vermögen unangetastet blieb. Die Unterschicht – darunter Angestellte, Kaufleute, Bergleute und andere Zivilisten – waren eher Anhänger der Revolutionäre. Die Debatten begannen zuerst in Singapur. Zu den Zeitungen, die die Royalisten unterstützten, gehörten Xin Bao und Tian Nan Xin Bao, während die Revolutionäre die Unterstützung von Zhong Xing Daily und Zhong Hui Xin Bao erfuhren. In Malaya gründete Huang Jinqing 1906 die Penang Daily, die die erste Zeitung der Revolutionäre in Penang wurde.

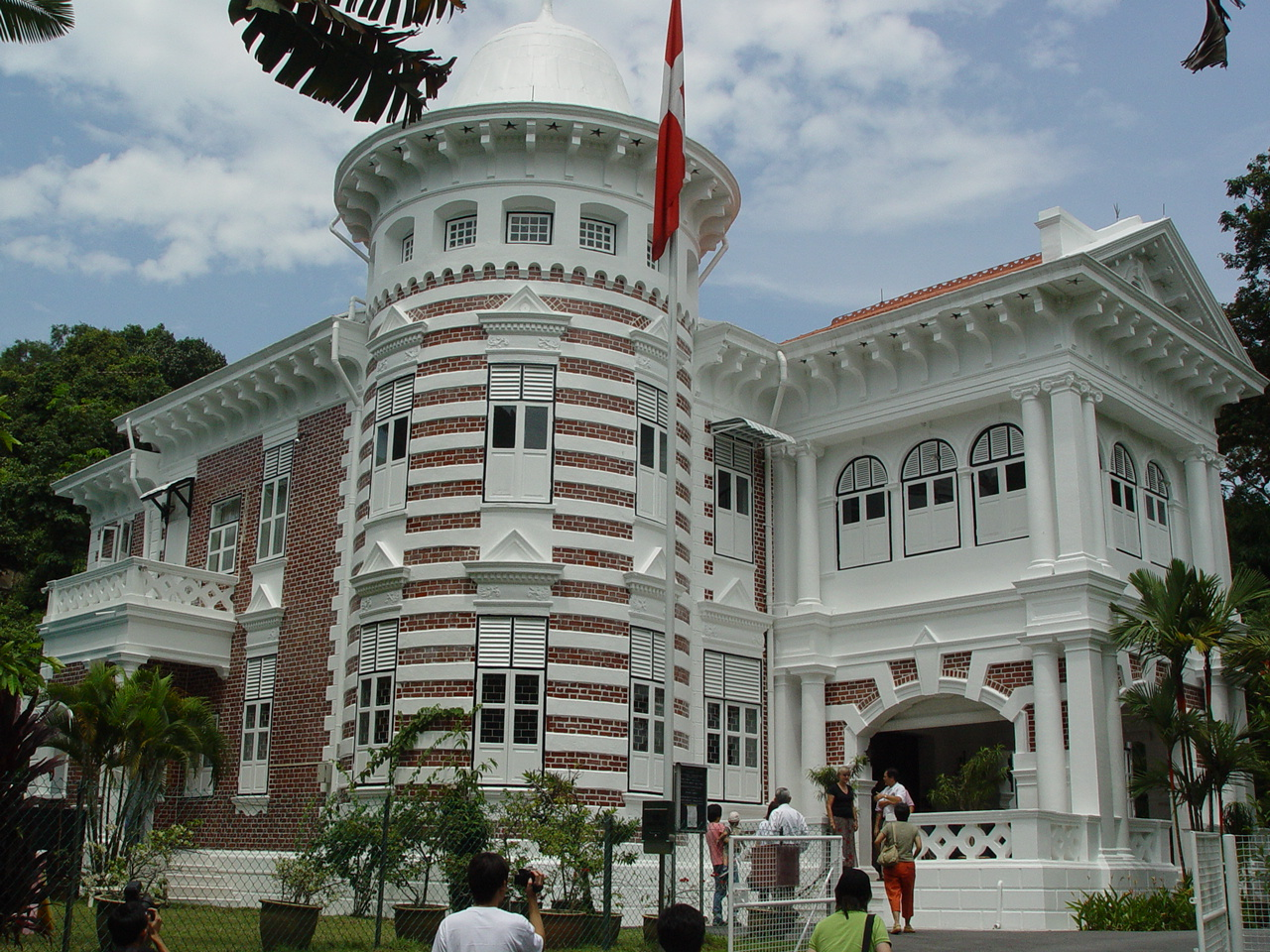
In Singapur nächtigte Sun Yat-sen im Golden Bell Mansion.

Sun Yat-sen machte Penang von 1909 bis 1911 zum Hauptsitz der Nanyang Tongmenghui. Zu seinen wichtigsten Unterstützern in Penang gehörten Wu Shirong, Huang Jingqing und Chen Xinzheng. Zu dieser Zeit war die Ortsgruppe Penang der Tongmenghui die aktivste in Malaya und organisierte zahlreiche Aktivitäten unter dem Dach der Penang Philomatic Union in der Armenian Street 120 (heute das Sun Yat-sen Museum Penang). Sun Yat-sen berief 1910 die „Penang-Konferenz“ ein, um den zweiten Guangzhou-Aufstand zu planen. Am 10. Dezember 1910 gründeten Sun Yat-sen, Chen Xinzheng und Zhuang Yinan die Kwong Wah Yit Poh, die wichtigste Apparatzeitung der Revolutionäre in Malaya und die am längsten erscheinende Zeitung in der Geschichte chinesischer Zeitungen. In Pinyin ist der Titel mit Guānghuá Rìbào zu übersetzen: Guang Hua heißt „China wiederherstellen“ und wurde von Sun Yat-sen selbst genehmigt.
Die Unterstützung der Auslandschinesen in Form finanzieller Unterstützung gilt als integraler Bestandteil des Erfolges der Revolution. Viele der Auslandschinesen aus dem Malaya-Raum folgten Sun Yat-sen nach China und nannten ihn den „Vater der chinesischen Revolution.“

### Neue Intellektuelle
Nach der Abschaffung der Chinesischen Beamtenprüfung im Jahr 1906 richtete die Qing-Regierung viele neue Schulen ein und ermutigte Studenten, im Ausland zu studieren. Viele junge Menschen besuchten die neuen Schulen oder gingen ins Ausland, um in Ländern wie Japan zu studieren. Aus diesen Studenten ging eine neue Klasse von Intellektuellen hervor, die einen großen Beitrag zur Revolution von 1911 leistete.
Neben Sun Yat-sen waren auch andere Schlüsselfiguren der Revolution wie Huang Xing, Song Jiaoren, Hu Hanmin, Liao Zhongkai, Zhu Zhixin und Wang Jingwei chinesische Studenten in Japan. Einige von ihnen waren junge Studenten wie Zou Rong, der als Verfasser des Buches Die Revolutionäre Armee bekannt wurde, in dem er sich für die „Ausrottung“ der Mandschus für die 260 Jahre der Unterdrückung und Tyrannei aussprach.
Vor 1908 konzentrierten sich die Revolutionäre darauf, Organisationen zu koordinieren, um sich auf die Aufstände vorzubereiten; daher sollten die Gruppen den Großteil der für den Sturz der Qing-Dynastie benötigten Arbeitskräfte stellen. Nach der Revolution von 1911 erinnerte sich Sun Yat-sen an die Zeit der Rekrutierung von Unterstützern für die Revolution und sagte:

„Die Literaten waren tief in das Streben nach Ehre und Profit vertieft, dadurch wurden sie zweitrangig. Im Gegensatz dazu waren Organisationen wie Sanhehui in der Lage, die Ideen des Widerstands gegen die Qing und der Wiederherstellung der Ming weit zu verbreiten.“

### Gentry und Geschäftsleute

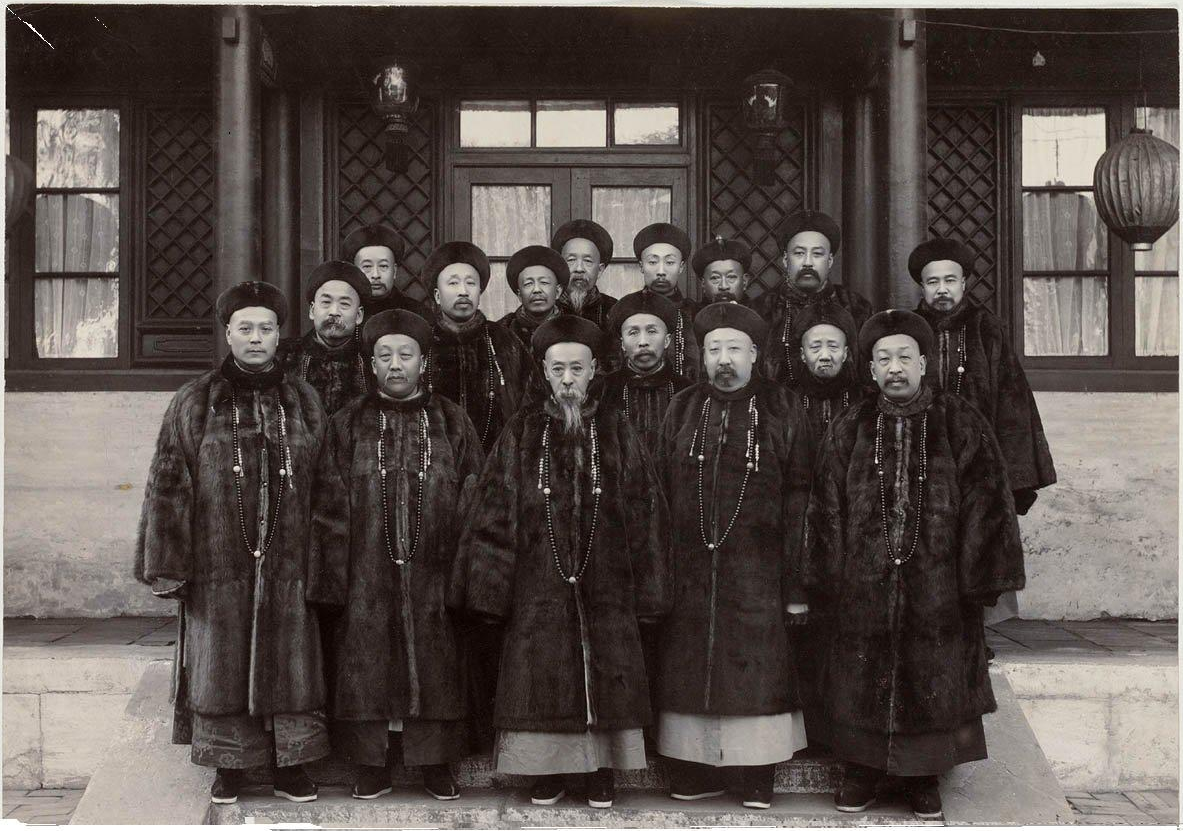
Prinz Qing (Mitte) mit den Mitgliedern seines Kabinetts.

Die Stärke der Gentrys (niederer Adel) wurde vor allem in der Lokalpolitik deutlich.
Ab Dezember 1908 schuf die Qing-Regierung einen Apparat, der es dem Adel und den Geschäftsleuten ermöglichte, sich an der Politik zu beteiligen. Ursprünglich waren diese Bürgerlichen Anhänger des Konstitutionalismus. Sie wurden jedoch enttäuscht, als die Qing-Regierung ein Kabinett mit Prinz Qing als Premierminister schuf.
Anfang 1911 bestand ein Versuchskabinett aus dreizehn Mitgliedern, von denen neun Mandschus waren, die aus der kaiserlichen Familie ausgewählt wurden.

### Ausländische Unterstützung
Neben Chinesen und Auslandschinesen waren einige Unterstützer und Teilnehmer der Revolution von 1911 Ausländer; unter ihnen waren die Japaner die aktivste Gruppe. Einige Japaner wurden sogar Mitglieder der Tongmenghui, darunter auch der radikale japanischen Intellektuelle Ikki Kita, der sich den Tongmenghui 1911 anschloss und nach China zog. Miyazaki Tōten war der aktivste Unterstützer aus Japan; andere waren Heiyama Shu und Ryōhei Uchida. Homer Lea, ein US-Amerikaner, wurde 1910 Sun Yat-sens engster ausländischer Berater. Auch der britische Soldat Rowland J. Mulkern beteiligte sich an der Revolution. Einige Ausländer, wie der englische Forschungsreisende Arthur de Carle Sowerby, leiteten 1911 und 1912 Expeditionen zur Rettung ausländischer Missionare.
Der rechtsextreme japanische Amur-Bund unterstützte Sun Yat-sens Aktivitäten gegen die Mandschu, im Glauben, der Sturz der Qing würde den Japanern helfen, das Heimatland der Mandschu zu übernehmen. Der rechtsextreme Gen’yōsha-Führer Mitsuru Tōyama glaubte, dass die Japaner die Mandschurei leicht übernehmen könnten und dass Sun Yat-sen und andere gegen die Qing gerichtete Revolutionäre den Japanern helfen würden, den Opiumhandel in China zu übernehmen. Tōyama unterstützte die revolutionären Aktivitäten gegen die Mandschu und Qing, wohingegen er die Übernahme der Mandschurei durch die Japaner unterstützte.
Es waren die Japaner, die Sun Yat-sen dabei halfen, alle revolutionären Anti-Qing- und Anti-Mandschu-Gruppen zu vereinen und einige wie Miyazaki waren sogar Teil der Tongmenghui. Der Amur-Bund empfing die Tongmenghui zu ihrem ersten Treffen. Die Yakuza und der Amur-Bund halfen dabei, in Tokio die ersten Kuomintang-Versammlungen für Sun Yat-sen zu arrangieren, bei denen vereinbart wurde, China mit Opium zu überschwemmen und die Chinesen dazu zu verleiten, die Qing zu Japans Gunsten zu stürzen. Nachdem die Revolution erfolgreich verlaufen war, begann der Amur-Bund, China zu infiltrieren und Opium zu verbreiten. Sun Yat-sen war mit einer Japanerin, Kaoru Otsuki, verheiratet. Sun Yat-sens Beziehungen zum Amur-Bund waren so eng, dass er sich sogar selbst manchmal als Japaner bezeichnete.

### Soldaten der „Neuen Armee“
Die „Neue Armee“ wurde 1901 nach der Niederlage der Qing im Ersten Chinesisch-Japanischen Krieg gegründet. Sie wurde durch einen Erlass aus acht Provinzen aufgestellt. Die Rekruten der „Neuen Armee“ waren qualifizierter als die jeder anderen Armee Chinas. Ab 1908 begannen die Revolutionäre, ihre Forderung auf die „neuen Armeen“ zu verlagern. Sun Yat-sen und die Revolutionäre infiltrierten die „Neue Armee“.

## Aufstände und Vorfälle
Die Schwerpunkte der Aufstände waren meist mit der Tongmenghui und Sun Yat-sen verbunden, einschließlich seiner Untergruppen. An einigen Aufständen waren Gruppen beteiligt, die sich nie mit der Tongmenghui zusammenschlossen. Sun Yat-sen dürfte an circa 8–10 Aufständen beteiligt gewesen sein; mit Ausnahme des Wuchang-Aufstands sind alle Aufstände gescheitert.

### Erster Guangzhou-Aufstand
Im Frühjahr 1895 plante Xingzhonghui mit Sitz in Hongkong den Ersten Guangzhou-Aufstand (廣州起義). Lu Haodong wurde damit beauftragt, die Flagge der Revolutionäre, namentlich „Blauer Himmel mit weißer Sonne“, zu entwerfen.
Am 26. Oktober 1895 führten Yang Quyun und Sun Yat-sen ihre Mitstreiter Zheng Shiliang und Lu Haodong nach Guangzhou, um dieses einzunehmen. Die Einzelheiten ihrer Pläne wurden jedoch durch einen unbekannten Spitzel der Qing-Regierung zugespielt. Die Regierung begann, die Revolutionäre zu verhaften, darunter auch Lu Haodong, der später hingerichtet wurde. Der Erste Guangzhou-Aufstand ist damit gescheitert.
Auf Druck der Qing-Regierung verbannte die Regierung von Hongkong die beiden Männer für fünf Jahre aus dem Gebiet. Sun Yat-sen ging ins Exil, warb für die chinesische Revolution und sammelte Geld in Japan, den Vereinigten Staaten, Kanada und Großbritannien. 1901, nach dem Huizhou-Aufstand, wurde Yang Quyun von Qing-Agenten in Hongkong getötet. Seine Identität wurde durch seine Familie post mortem verschleiert, indem sie auf seinem Grab nicht seinen Namen, sondern nur eine Nummer angab: 6348.

### Aufstand der Unabhängigkeitsarmee

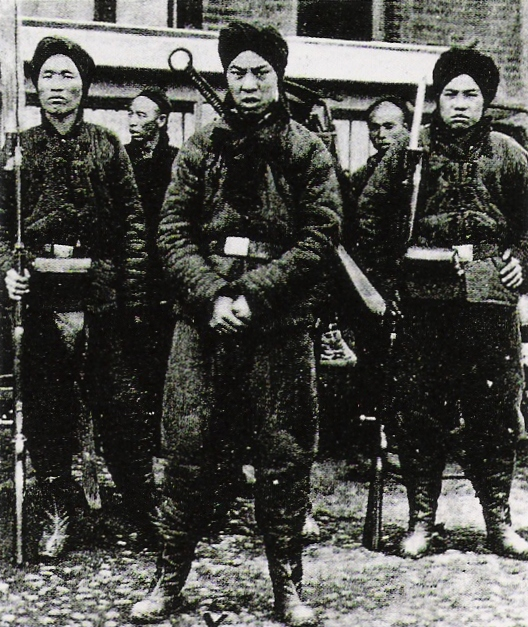
Boxer-Rebellen.

Im Jahr 1900, nach Beginn des Boxeraufstands, organisierten Tang Caichang und Tan Sitong von der früheren Emanzipationsgesellschaft die „Unabhängigkeitsarmee“ (自立軍起義).
Der Aufstand der Unabhängigkeitsarmee war für den 23. August 1900 geplant. Ihr Ziel war es, die Kaiserinwitwe Cixi zu stürzen und eine konstitutionelle Monarchie unter dem Kaiser Guangxu zu errichten. Das Komplott wurde von den Generalgouverneuren von Hunan und Hubei aufgedeckt. Etwa zwanzig Verschwörer wurden verhaftet und hingerichtet.

### Huizhou-Aufstand
Am 8. Oktober 1900 befahl Sun Yat-sen den Huizhou-Aufstand (惠州起義). Die Revolutionsarmee wurde von Zheng Shiliang angeführt und umfasste zunächst 20.000 Mann, die einen halben Monat lang kämpften.
Nachdem der japanische Premierminister Hirobumi Itō Sun Yat-sen verboten hatte, auf Taiwan revolutionäre Aktivitäten zu entfalten, blieb Zheng Shiliang nichts anderes übrig, als die Armee aufzulösen. Somit scheiterte auch dieser Aufstand. Der britische Soldat Rowland J. Mulkern nahm an diesem Aufstand teil.

### Himmelsreich des Großen Mingshun
Das Himmelsreich des Großen Mingshun (chinesisch 大明順天國) oder auch Shuntian-Königreich (chinesisch 順天國) bezeichnet den Versuch verschiedener Mitglieder der Xingzhonghui durch einen Aufstand 1903 eine westliche, konstitutionelle Monarchie zu errichten, die sich auf das Himmelsreich der Taiping beruft (ein völkerrechtlich nicht anerkannter Staat und Opposition zu China).
Die Begründer der Idee waren Tse Tsan-tai, Li Ki-tong und Hong Quanfu. Alle drei waren zuvor schon am Jintian-Aufstand beteiligt gewesen, um das Himmelsreich der Taiping zu bewahren.

#### Idee
Der Name des Himmelreichs steht für die üblichen Anti-Manchu-Ideale und verweist auch auf das ehemalige Taiping-Himmelreich, dessen Taiping-Aufstand um die Jahrhundertwende noch immer spürbar war. 大明 bedeutet „Wiederbelebung der Ming“, 顺天 bezieht sich auf das Sprichwort 顺天应时 „Folge dem Auftrag des Himmels und komme den Wünschen des Volkes nach“ und 天国 ist eine Anspielung auf die Taiping; ein „Reich Gottes unter den Sterblichen“.
Obwohl das Himmelsreich in weiten Teilen von den Taiping inspiriert ist, trat es im Gegensatz zu der diktaturähnlichen Regierung, die Hong Xiuquan errichtete, für eine konstitutionelle Monarchie und eine demokratische Republik nach dem Vorbild des Vereinigten Königreichs bzw. der Vereinigten Staaten ein. Die Regierung sollte durch Wahlen an das Volk zurückzugeben werden, während gleichzeitig der Kern der chinesischen Kultur und Tradition bewahrt werden sollte.
Fast alle Organisatoren des Himmelreichs waren Christen und hatten Verbindungen zu den chinesischen Triaden. Da sie von westlichen Missionaren getauft worden und ausgiebig mit westlichen Idealen in Berührung gekommen waren, strebten sie danach, China mit einer westlich geprägten Erziehung zu reformieren. So erhielt beispielsweise Yung Wing, der Interimspräsident, in den Vereinigten Staaten eine westliche, christliche Erziehung. Nach seiner Rückkehr nach China spürte er die tiefe Kluft zwischen den chinesischen und den amerikanischen Idealen und strebte danach, China mit Hilfe seiner Zivilisation zu „transformieren“.

#### Verlauf
Am 14. August 1901 trafen sich Tse Tsan-tai, Li Ki-tong und Hong Quanfu in Tses Wohnung, um Pläne für einen Aufstand zu besprechen. Quanfu erklärte sich bereit, etwa 500.000 Yuan aufzubringen (~66.255 €) und die revolutionistischen Hongmen in Guangdong zur Unterstützung der Sache einzuberufen. Tsan-tai schlug vor, Guangzhou zu besetzen und Yung Wing zum Interimspräsidenten zu machen. Ki-tong versprach, alle militärischen Fähigkeiten des Staates zu übernehmen. Das Hauptquartier wurde in der D'Aguilar Straße in Hongkong eingerichtet, in Guangzhou befanden sich mehrere Zweigstellen. Quanfu wurde zum General des Himmelsreichs in Süd-Guangdong, Liang Muguang zum Oberbefehlshaber und Ki-tong zum Leiter des Generalstabs ernannt.
Der Hauptplan bestand darin, eine große Menge Sprengstoff im Wanshou-Palast in Guangdong zu zünden und tatsächlich tötete der Sprengstoff zahlreiche Beamte, die am 28. Januar 1903 das chinesische Neujahrsfest im Palast feierten.
Zwei oder drei Tage vor dem geplanten Aufstand ging jedoch ein anonymer Hinweis bei der Polizei in Hongkong ein. Briefe über die Lieferroute, Lagerinformationen und die Empfänger wurden beschlagnahmt. Gleichzeitig bestellte Ki-tong Munition bei ausländischen Firmen in Hongkong, die den Fall den Beamten in Guangzhou meldeten, als das Geld nicht rechtzeitig geliefert wurde und schließlich wurden die von Muguang und Quanfu gelieferten Waffen entweder von Dorfbewohnern oder der Polizei konfisziert. Viele Zweigstellen wurden kurz darauf von Qing-Beamten gestürmt, und mehr als 20 Personen, die mit dem revolutionären Staat in Verbindung standen, verhaftet. Unter dem Befehl einer gründlichen Untersuchung durch den Vizekönig von Liangguang wurden mehrere weitere Hochburgen durchbrochen. Als Quanfu vom Scheitern des Aufstandes in Xiangshan erfuhr, schnitt er sich den Bart ab und floh nach Singapur.
Das Himmelsreich bestand folglich nur knapp 3 Tage. Selbstredend wurde es nie völkerrechtlich als Souveräner Staat anerkannt.

### Ping-liu-li-Aufstand
Ma Fuyi und die Huaxinghui waren 1905 an einem Aufstand in den drei Gebieten Pingxiang, Liuyang und Liling beteiligt. Die drei Ereignisse wurden später unter dem Namen Ping-liu-li-Aufstand (萍瀏醴起義) zusammengefasst. Für den Aufstand wurden bereits 1903 Bergleute rekrutiert, die sich gegen die herrschende Klasse der Qing auflehnten. Nachdem der Aufstand zerschlagen wurde, wurde Ma Fuyi hingerichtet.

### Attentat am Bahnhof Peking
Der Revolutionär Wu Yue von den Guangfuhui verübte am 24. September 1905 am Peking Ostbahnhof (正陽門車站) ein Attentat auf fünf Qing-Beamte, das aber scheiterte.

### Huanggang-Aufstand
Der Huanggang-Aufstand (黃岡起義) wurde am 22. Mai 1907 in Chaozhou begonnen. Die unbenannte lose Ansammlung von Anti-Qing-Aktivisten eroberte zusammen mit Xu Xueqiu, Chen Yongpo und Yu Tongshi die Stadt Huanggang. Nur wenig später wurde der Aufstand von der Qing-Regierung gewaltsam niedergeschlagen. Etwa 200 Revolutionäre wurden getötet.

### Huizhou-Qinühu-Aufstand
Im selben Jahr schickte Sun Yat-sen weitere Revolutionäre nach Huizhou, um den Huizhou-Qinühu-Aufstand (惠州七女湖起義) zu starten. Am 2. Juni versammelten Deng Zhiyu und Chen Chuan mehrere Gefolgsleute um sich und gemeinsam nahmen sie die Waffen der Qing am See, 20 Kilometer von Huizhou entfernt, in Besitz. Sie töteten mehrere Qing-Soldaten und griffen am 5. Juni Taiwei an. Die Qing-Armee floh in Unordnung, und die Revolutionäre nutzten die Gelegenheit und eroberten mehrere Städte. In Bazhiyie besiegten sie die Qing-Armee ein weiteres Mal. Viele Organisationen bekundeten nach dem Aufstand ihre Unterstützung und die Zahl der revolutionären Kräfte stieg an ihrem Höhepunkt auf zweihundert Mann. Der Aufstand scheiterte jedoch letztendlich, nachdem die Qing-Regierung Verstärkung sendete.

### Anqing-Aufstand

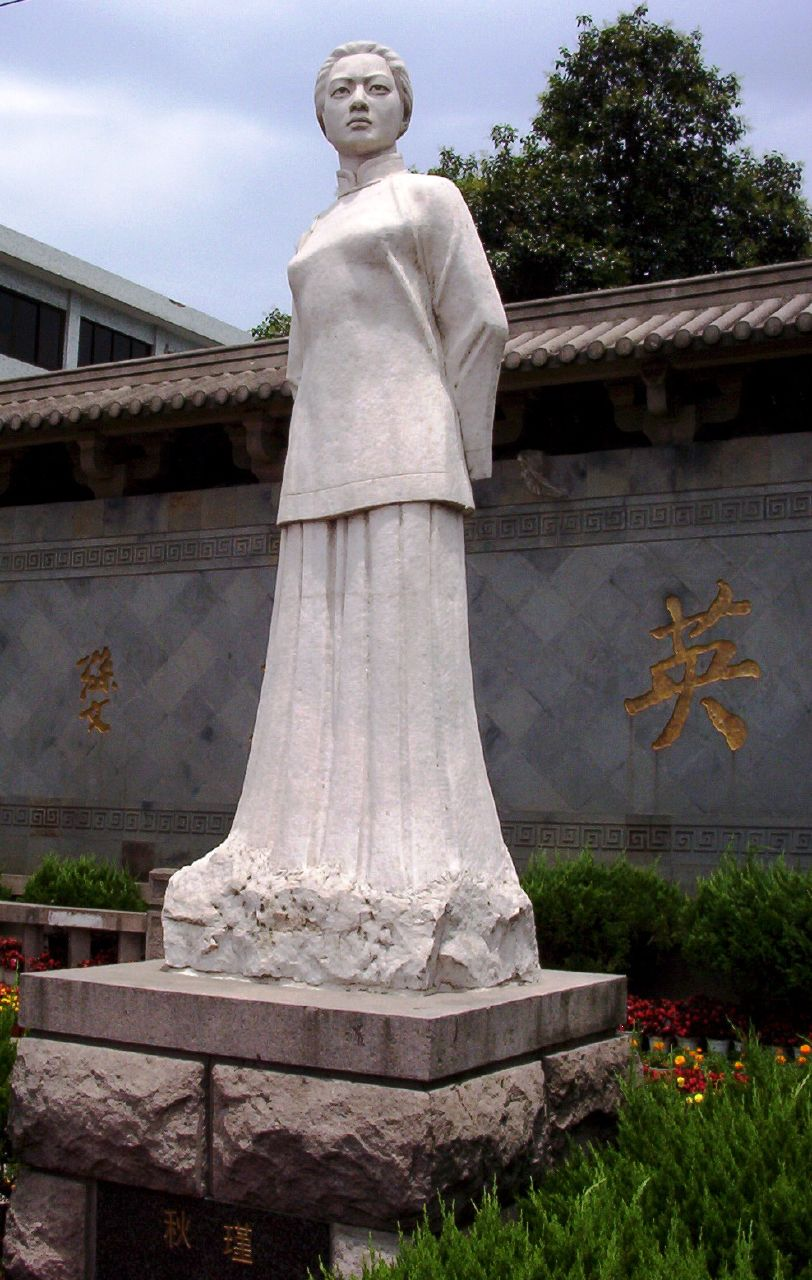
Statue zu Ehrung von Qiu Jin.

Am 6. Juli 1907 führte Xu Xilin von den Guangfuhui einen Aufstand in Anqing, Anhui an, der als Anqing-Aufstand (安慶起義) bekannt wurde. Xu Xilin war zu dieser Zeit Polizeikommissar und Leiter der Polizeiakademie. Ziel des Aufstandes war die Ermordung des Provinzgouverneurs von Anhui, En Ming.
Nach etwa vier Stunden mussten sich die Revolutionäre geschlagen geben. Xu wurde gefangen genommen und von den Leibwächtern von En Ming gefoltert. Überlieferungen zufolge schnitten sie ihm Herz und Leber heraus und aßen sie. Seine Cousine Qiu Jin, eine legendäre feministische Freiheitskämpferin, bekannt als „chinesische Jeanne d'Arc“, wurde ein paar Tage später hingerichtet.

### Qinzhou-Aufstand
Von August bis September 1907 fand der Qinzhou-Aufstand (欽州防城起義) statt, um gegen die hohe Besteuerung durch die Regierung zu protestieren. Sun Yat-sen schickte Wang Heshun dorthin, um die Revolutionsarmee zu unterstützen, die den Bezirk im September schließlich einnahm. Danach versuchten sie, Qinzhou zu belagern, was jedoch nicht gelang. Schließlich zogen sie sich in die Gegend von Shiwandashan zurück, während Wang Heshun nach Vietnam zurückkehrte.

### Zhennanguan-Aufstand
Am 1. Dezember 1907 fand der Zhennanguan-Aufstand (鎮南關起事) in Zhennanguan, der chinesisch-vietnamesischen Grenze statt. Sun Yat-sen schickte Huang Mintang zur Überwachung des Passes.
Mit Hilfe von Unterstützern des Verteidigungsforts eroberten die Revolutionäre den Kanonenturm in Zhennanguan. Sun Yat-sen, Huang Xing und Hu Hanmin begaben sich persönlich zum Turm, um die Schlacht zu leiten. Die Qing-Regierung schickte Truppen unter der Führung von Long Jiguang und Lu Rongting zum Gegenangriff, und die Revolutionäre waren gezwungen, sich in die Bergregionen zurückzuziehen.
Nach dem Scheitern des Aufstandes war Sun gezwungen, nach Singapur zu gehen, da sich die Stimmung der revolutionären Gruppen zunehmend gegen ihn richtete. Erst nach dem Wuchang-Aufstand kehrte er auf das Festland zurück.

### Qin-lian-Aufstand
Am 27. März 1908 startete Huang Xing von einem Stützpunkt in Vietnam aus einen Überfall, der später als Qin-lian-Aufstand (欽廉上思起義) bekannt wurde und griff die Städte Qinzhou und Lianzhou in Guangdong an. Der Kampf dauerte vierzehn Tage, musste aber abgebrochen werden, als den Revolutionären die Vorräte ausgingen.

### Hekou-Aufstand

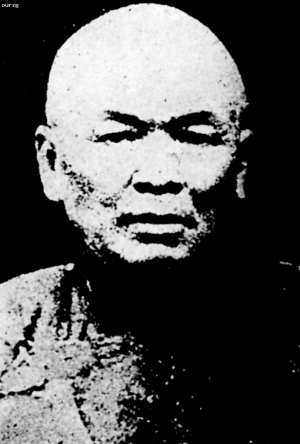
Huang Mingtang

Im April 1908 kam es in Yunnan, Hekou, zu einem weiteren Aufstand, dem Hekou-Aufstand (雲南河口起義). Huang Mingtang führte zweihundert Mann aus Vietnam an und griff Hekou am 30. April an. Zu den beteiligten Revolutionären gehörten auch Wang Heshun und Guan Renfu. Sie waren jedoch zahlenmäßig unterlegen und wurden von den Regierungstruppen besiegt, so dass der Aufstand scheiterte.

### Mapaoying-Aufstand
Am 19. November 1908 wurde der Mapaoying-Aufstand (馬炮營起義) von der revolutionären Gruppe Yuewanghui (岳王會) durch Xiong Chenggei in Anhui gestartet. Yuewanghui war zu dieser Zeit eine Untergruppe der Tongmenghui. Auch dieser Aufstand scheiterte.

### „Neue Armee“-Aufstand in Guangzhou
Im Februar 1910 fand der Gengxu „Neue Armee“-Aufstand (庚戌新軍起義) statt. Dabei handelte es sich um einen Konflikt zwischen den Bürgern und der örtlichen Polizei gegen die „Neue Armee“. Nachdem der Revolutionsführer Ni Yingdian von Qing-Truppen getötet worden war, wurden die verbliebenen Revolutionäre schnell besiegt, so dass der Aufstand scheiterte.

### Zweiter Guangzhou-Aufstand
Am 27. April 1911 kam es in Guangzhou zu einem Aufstand, der als Zweiter Guangzhou-Aufstand (辛亥廣州起義) oder Aufstand am Gelben Blumenhügel (黃花岡之役) bekannt wurde.
Zu dieser Zeit hatte Malaya die höchste Anzahl an Auslandschinesen. Viele von ihnen waren reich und engagierten sich für die Revolutionäre. Am 13. November 1910 versammelte sich Sun Yat-sen zusammen mit mehreren führenden Persönlichkeiten der Tongmenghui auf der Penang-Konferenz, um Pläne für eine entscheidende Schlacht auszuarbeiten. Am folgenden Tag, dem 14. November 1910, leitete Sun Yat-sen eine Dringlichkeitssitzung der Tongmenghui in der Armenian Straße 120 (dem heutigen Sun Yat-sen Museum Penang) und sammelte an Ort und Stelle 8.000 Straits-Dollar. Ursprünglich sollte der Aufstand am 13. April 1911 stattfinden, doch die Vorbereitungen am 8. April verliefen nicht wie geplant, so dass der Termin auf den 27. April verschoben wurde.
Huang Xing und fast hundert weitere Revolutionäre drangen in die Residenz des Qing-Vizekönigs der Provinzen Guangdong und Guangxi ein. Der Aufstand war zunächst erfolgreich, doch die Verstärkung durch die Qing wandelte die Schlacht in eine katastrophale Niederlage. Die meisten Revolutionäre wurden getötet, nur wenigen gelang es zu entkommen. Huang Xing wurde während der Schlacht verwundet; er verlor einen seiner Finger. 86 Leichen wurden gefunden (aber nur 72 konnten identifiziert werden); die tatsächliche Todeszahl wird jedoch wesentlich höher geschätzt, da Qing-Soldaten bereits während der Schlacht vereinzelt Tote wegtrugen. Bei den Toten handelte es sich zumeist um nationalistische, revolutionäre Jugendliche aus allen sozialen Schichten – ehemalige Studenten, Lehrer, Journalisten und patriotische Auslandschinesen. Einige von ihnen hatten einen hohen Rang in der Allianz inne. Vor der Schlacht wussten die meisten Revolutionäre, dass die Schlacht wahrscheinlich verloren werden würde, da sie zahlenmäßig stark unterlegen waren; die Mission wurde mithin wie die eines Selbstmordkommandos durchgeführt.
Die 72 Revolutionäre werden mittlerweile als Märtyrer verehrt. Der Revolutionär und Autor Lin Juemin war Teil des Aufstandes. Am Vorabend der Schlacht schrieb er Ein Brief an meine Frau (與妻訣別書), der mittlerweile als Meisterwerk der chinesischen Literatur gilt.

### Wuchang-Aufstand

Banner des Wuchang-Aufstandes

Die Literarische Gesellschaft (文學社) und die Progressive Vereinigung (共進會) waren revolutionäre Organisationen, die an dem Aufstand beteiligt waren. Im Spätsommer wurden mehrere Einheiten der „Neuen Armee“ von Hubei in das benachbarte Sichuan beordert, um die „Eisenbahnschutzbewegung“ niederzuschlagen, einen Massenprotest gegen die Beschlagnahmung und Übergabe lokaler Eisenbahnentwicklungsprojekte an ausländische Mächte durch die Qing-Regierung. Bannermänner wie Duanfang, der Leiter der Eisenbahn und Zhao Erfeng führten die „Neue Armee“ gegen die Eisenbahnschutzbewegung an.
Die Einheiten der „Neuen Armee“ von Hubei waren ursprünglich die „Hubei-Armee“, die vom Qing-Beamten Zhang Zhidong ausgebildet worden war. Am 24. September beriefen die Literarische Gesellschaft und die Progressive Vereinigung eine Konferenz in Wuchang ein, an der sechzig Vertreter der örtlichen Einheiten der „Neuen Armee“ teilnahmen. Auf der Konferenz wurde ein Hauptquartier für den Aufstand eingerichtet. Die Anführer der beiden Organisationen, Jiang Yiwu und Sun Wu, wurden zu Kommandanten und Stabschefs gewählt. Ursprünglich war der 6. Oktober 1911 als Datum für den Aufstand vorgesehen. Aufgrund unzureichender Vorbereitungen wurde er auf einen späteren Zeitpunkt verschoben.

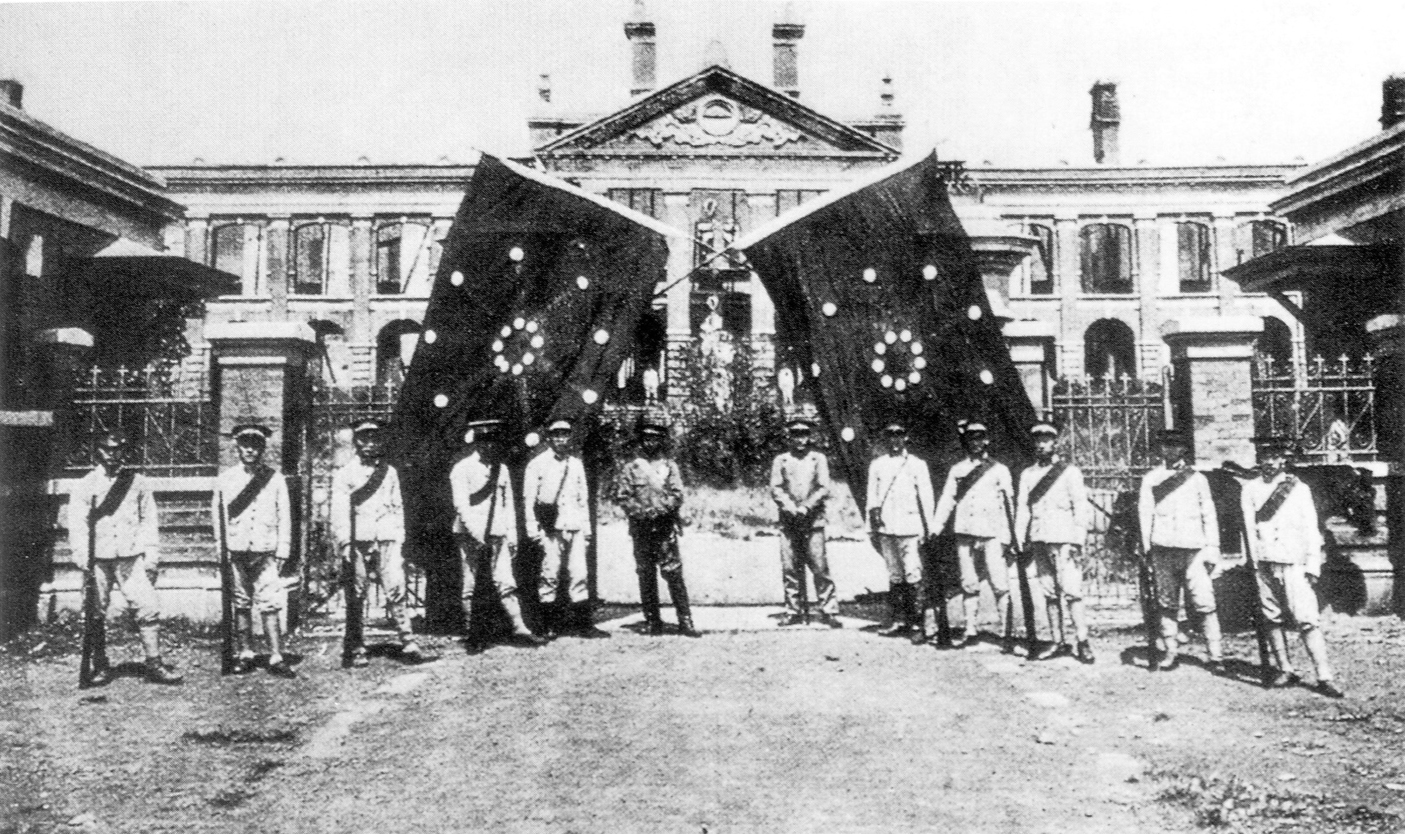
Die „Hubei-Militärregierung.“

Die Revolutionäre, die die Qing-Dynastie stürzen wollten, hatten Bomben gebaut, von denen eine am 9. Oktober versehentlich explodierte. Sun Yat-sen selbst war nicht direkt an dem Aufstand beteiligt und befand sich zu dieser Zeit auf einer Reise durch die Vereinigten Staaten, um unter den Auslandschinesen weitere Unterstützer zu gewinnen. Der Qing-Vizekönig von Huguang, Rui Cheng, versuchte, die Revolutionäre aufzuspüren und zu verhaften. Der Gruppenführer Xiong Bingkun und andere beschlossen, den Aufstand nicht länger hinauszuzögern, und begannen am 10. Oktober 1911 um 19.00 Uhr mit ihren Angriffen – der Beginn des Wuchang-Aufstands. Der Aufstand war ein Erfolg; am Morgen des 11. Oktober wurde die gesamte Stadt Wuchang von den Revolutionären eingenommen. Am Abend richteten sie ein taktisches Hauptquartier ein und verkündeten die Gründung der „Militärregierung Hubei der Republik China“. Die Konferenz wählte Li Yuanhong zum Gouverneur der provisorischen Regierung. Qing-Offiziere wie die Bannermänner Duanfang und Zhao Erfeng wurden von den revolutionären Kräften getötet.

## Provinziale Aufstände

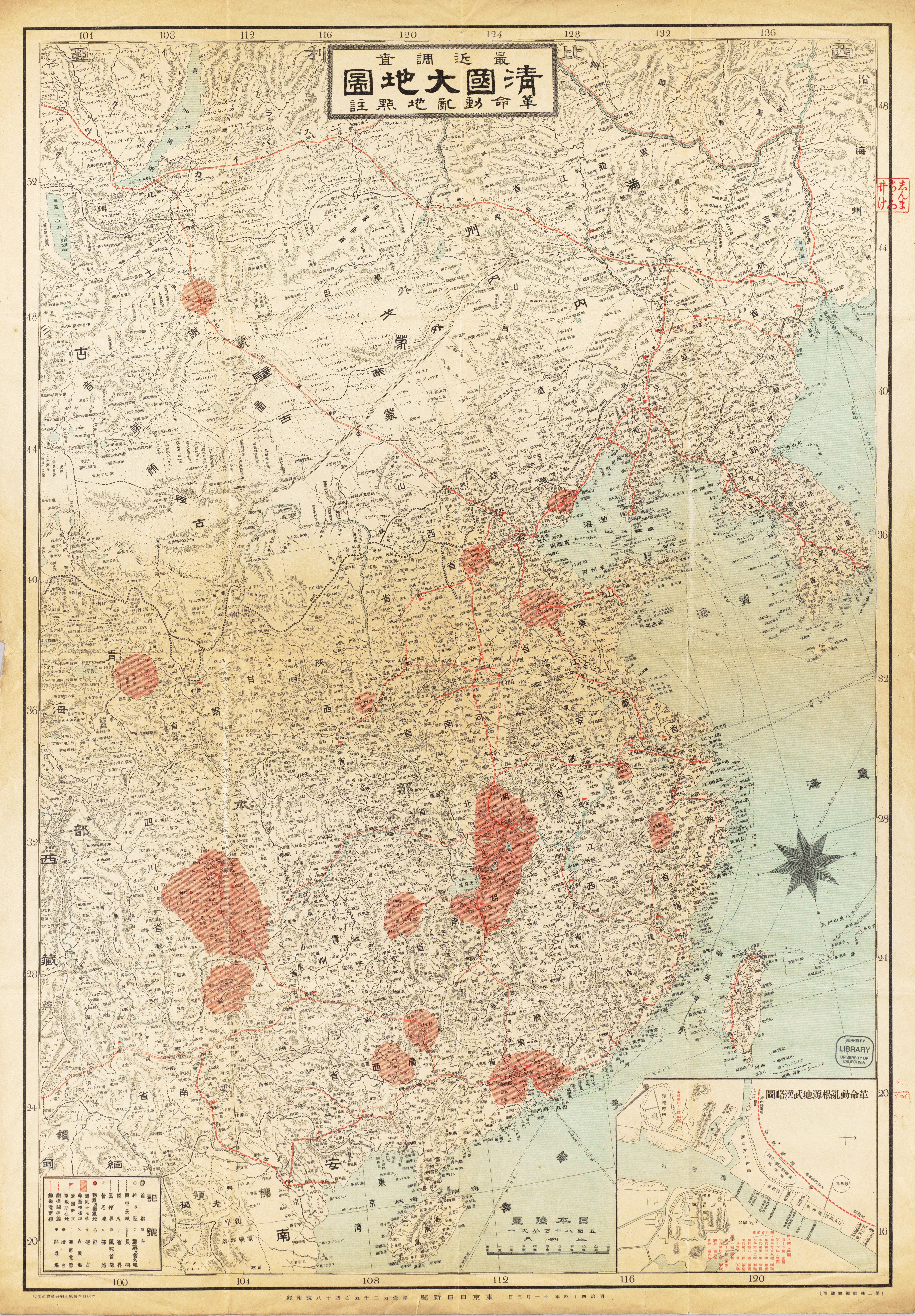
Karte aller provinzialen Aufstände.

Nach dem Erfolg des Wuchang-Aufstandes kam es im ganzen Land zu zahlreichen weiteren Protesten aus unterschiedlichen Gründen. Einige Aufstände erklärten die Wiederherstellung (光復) der han-chinesischen Herrschaft. Andere Aufstände forderten Unabhängigkeit und wieder andere waren Proteste oder Rebellionen gegen die lokalen Behörden. Unabhängig vom Grund für den Aufstand war das Ergebnis, dass sich alle Provinzen des Landes von der Qing-Dynastie lossagten und sich der Republik China anschlossen.

### Changsha-Restauration
Wenige Tage nach dem erfolgreichen Aufstand in Wuchang begann die Tongmenghui, die Revolution auf Changsha in der Provinz Hunan, nicht weit von Wuchang entfernt, auszuweiten. Die Qing-Truppen waren durch ihre Niederlage in Wuchang bereits geschwächt, so dass die Stadt leicht einzunehmen war.
Am 22. Oktober 1911 führten die Mitglieder der Tongmenghui unter der Führung von Jiao Dafeng und Chen Zuoxin eine bewaffnete Gruppe an, die sich zum Teil aus Revolutionären aus Hongjiang und zum Teil aus Einheiten der „Neuen Armee“ zusammensetzte. Anschließend eroberten sie die Stadt und töteten den örtlichen kaiserlichen Qing-General. Sie verkündeten die Gründung der „Hunan-Militärregierung der Republik China“, sagten sich offiziell von der Qing-Dynastie los und sprachen ihre Unterstützung für eine chinesische Republik aus.

### Shaanxi-Aufstand

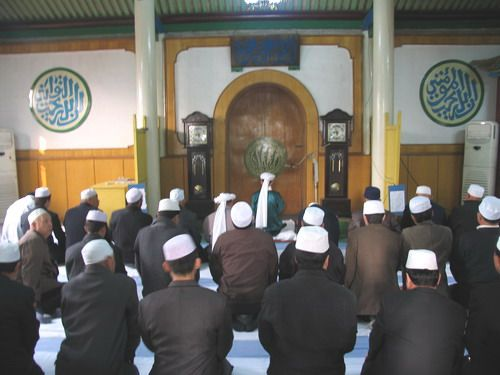
Hui-Chinesen beim Beten in der Moschee.

Am selben Tag startete die Tongmenghui von Shaanxi unter der Führung von Jing Dingcheng und Qian Ding, sowie Jing Wumu und anderen, darunter der Gelaohui, einen Aufstand und eroberte Xi’an nach zweitägigem Kampf.
Die muslimische Hui-Gemeinschaft war in ihrer Unterstützung für die Revolution gespalten. So unterstützten die Hui-Muslime von Shaanxi die Revolutionäre, während die Hui-Muslime von Gansu hinter den Qing standen. Die einheimischen Hui-Muslime (Mohammedaner) von Xi’an schlossen sich den han-chinesischen Revolutionären an, um die Mandschus „abzuschlachten“. Die einheimischen Hui-Muslime der Provinz Gansu unter der Führung von General Ma Anliang führten mehr als zwanzig Bataillone Hui-Muslim-Truppen an, um die Qing-Kaiser zu verteidigen und griffen Shaanxi an, das vom Revolutionär Zhang Fenghui gehalten wurde. Der Angriff war zwar erfolgreich, aber als die Nachricht eintraf, dass Puyi abzudanken drohte, stimmte Ma zu, sich der neuen Republik anzuschließen. Die Revolutionäre setzten die „Qinlong Fuhan Militärregierung“ ein und wählten Zhang Fenghui, ein Mitglied der Yuanrizhi-Gesellschaft (原日知會), zum neuen Gouverneur.
Nachdem das Mandschu-Viertel in Xi’an am 24. Oktober gefallen war, töteten die Xinhai-Truppen alle Mandschus in der Stadt (etwa 20.000 Mandschus wurden bei dem Massaker getötet). Viele der Mandschu-Verteidiger begingen Suizid, darunter Qing-General Wenrui, der sich in einen Brunnen stürzte. Nur einige wohlhabende Mandschus, für die Lösegeld gezahlt wurde, sowie die Mandschu-Frauen, überlebten. Wohlhabende Han-Chinesen nahmen sich Mandschu-Mädchen als Sklavinnen und arme Han-Chinesen nahmen sich junge Mandschu-Frauen als Ehefrauen. Junge Mandschu-Mädchen wurden während des Massakers auch von Hui-Muslimen aus Xi’an entführt und als Muslime erzogen.

### Jiangxi-Aufstand
Am 23. Oktober planten Lin Sen, Jiang Qun, Cai Hui und andere Mitglieder der Tongmenghui in der Provinz Jiangxi einen Aufstand der Einheiten der „Neuen Armee“. Nachdem sie den Sieg errungen haben, verkünden sie ihre Unabhängigkeit. Daraufhin wurde die „Militärregierung von Jiujiang“ eingesetzt.

### Shanxi-Taiyuan-Aufstand

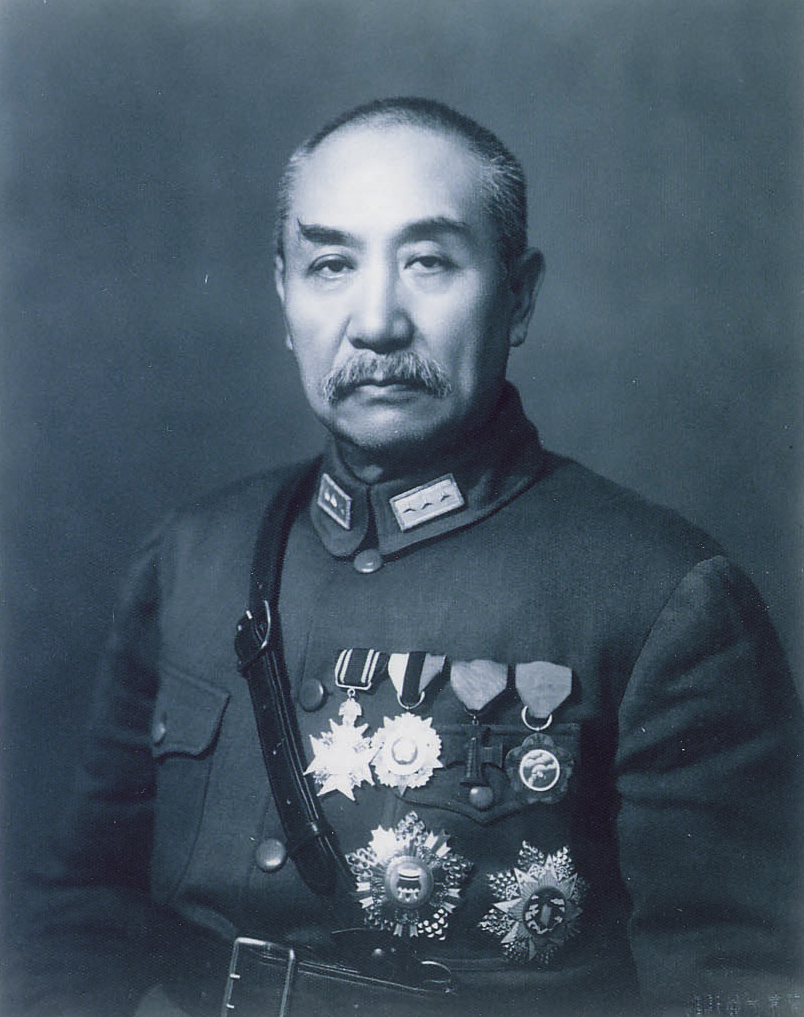
Yan Xishan.

Am 29. Oktober führte Yan Xishan von der „Neuen Armee“ zusammen mit Yao Yijie, Huang Guoliang, Wen Shouquan, Li Chenglin, Zhang Shuzhi und Qiao Xi einen Aufstand in Taiyuan, der Hauptstadt der Provinz Shanxi, an.
Die Rebellen in Taiyuan bombardierten die Straßen, in denen die Bannermänner wohnten, und töteten alle Mandschu. Es gelang ihnen, den Qing-Gouverneur von Shanxi, Lu Zhongqi, zu töten. Sie verkündeten daraufhin die Gründung der „Militärregierung von Shanxi“ mit Yan Xishan als Militärgouverneur. Yan Xishan sollte später einer der Kriegsherren werden, die China während der so genannten „Kriegsherren-Ära“ plagten.

### Kunming Doppel-Neun-Aufstand
Am 30. Oktober schloss sich Li Genyuan von der Tongmenghui in Yunnan mit Cai E, Luo Peijin, Tang Jiyao und anderen Offizieren der „Neuen Armee“ zusammen, um den Doppel-Neun-Aufstand (重九起義) zu starten. Am nächsten Tag nahmen sie Kunming ein und richteten die „Militärregierung von Yunnan“ ein, die Cai E zum Militärgouverneur wählte.

### Nanchang-Restauration
Am 31. Oktober führte der Nanchang-Zweig der Tongmenghui Einheiten der „Neuen Armee“ zu einem erfolgreichen Aufstand. Sie gründeten die „Militärregierung von Jiangxi“. Li Liejun wurde zum Militärgouverneur gewählt. Li erklärte Jiangxi für unabhängig und startete eine Expedition gegen den Qing-Beamten Yuan Shikai.

### Shanghai-Aufstand
Am 3. November organisierten die Shanghaier Tongmenghui, Guangfuhui und diverse Kaufleute unter der Führung von Chen Qimei, Li Pingsu, Zhang Chengyou, Li Yingshi, Li Xiehe und Song Jiaoren einen bewaffneten Aufstand in Shanghai. Dabei wurden sie von örtlichen Polizeibeamten unterstützt. Die Aufständischen eroberten am 4. November die Jiangnan-Werkstatt und nahmen kurz darauf Shanghai ein. Am 8. November gründeten sie die „Shanghaier Militärregierung“ und wählten Chen Qimei zum Militärgouverneur. Er sollte schließlich einer der Gründer der „vier großen Familien“ der Republik China werden.

### Guizhou-Aufstand
Am 4. November führte Zhang Bailin von der Revolutionären Partei in Guizhou zusammen mit Einheiten der „Neuen Armee“ und Studenten der Militärakademie einen Aufstand an. Sie eroberten sofort Guiyang, errichteten die „Militärregierung von Groß-Han-Guizhou“ und wählten Yang Jincheng und Zhao Dequan zum Chef respektive Vizegouverneur.

### Zhejiang-Aufstand
Ebenfalls am 4. November forderten die Revolutionäre in Zhejiang die Einheiten der „Neuen Armee“ in Hangzhou zum Aufstand auf. Zhu Rui, Wu Siyu, Lu Gongwang und weitere Mitglieder der „Neuen Armee“ eroberten die Werkstatt für Militärbedarf. Andere Einheiten, angeführt von Chiang Kai-shek und Yin Zhirei, eroberten die meisten Regierungsbüros. Schließlich geriet Hangzhou unter die Kontrolle der Revolutionäre, und der Konstitutionalist Tang Shouqian wurde zum Militärgouverneur gewählt.

### Jiangsu-Restauration
Am 5. November drängten die Konstitutionalisten und die Gentry von Jiangsu den Qing-Gouverneur Cheng Dequan, die Unabhängigkeit zu verkünden. In dem Zuge gründeten die Revolutionäre die „Militärregierung von Jiangsu“ mit Cheng selbst als Gouverneur. Im Gegensatz zu einigen anderen Städten kam es in Zhenjiang nach der Restauration am 7. November zu Ausschreitungen gegen die Manchu. Der Qing-General Zaimu erklärte sich zur Kapitulation bereit, doch aufgrund eines Missverständnisses waren sich die Revolutionäre nicht bewusst, dass ihre Sicherheit garantiert war. Die Mandschu-Quartiere wurden geplündert, und eine unbekannte Anzahl von Mandschus getötet. Zaimu, der sich verraten fühlte, beging Selbstmord. Obwohl dieser Vorfall strenggenommen noch zum Jiangsu-Aufstand gehört, wird er von Historikern mittlerweile als Zhenjiang-Aufstand (鎮江起義) separat behandelt.

### Anhui-Aufstand
Auch die Mitglieder der Anhui-Tongmenghui begannen an diesem Tag einen Aufstand und belagerten die Provinzhauptstadt. Die Konstitutionalisten brachten Zhu Jiabao, den Qing-Gouverneur von Anhui, dazu, die Unabhängigkeit zu verkünden.

### Guangxi-Aufstand
Am 7. November beschloss die politische Abteilung von Guangxi, sich von der Qing-Regierung abzuspalten und verkündete die Unabhängigkeit von Guangxi. Der Qing-Gouverneur Shen Bingkun durfte kurzzeitig Gouverneur bleiben, bis Lu Rongting an seiner Stelle ernannt wurde. Rongting sollte später während der „Kriegsherren-Ära“ als einer der Warlords zu großer Bekanntheit gelangen; unter seiner Herrschaft kontrollierten seine Banditen Guangxi mehr als ein Jahrzehnt lang. Unter der Führung von Huang Shaohong wurde der muslimische Jurastudent Bai Chongxi in eine „Dare to Die-Einheit“ aufgenommen (ein Vorgänger der Nationalrevolutionären Armee), um als Revolutionär zu kämpfen.

### Unabhängigkeit Fujians

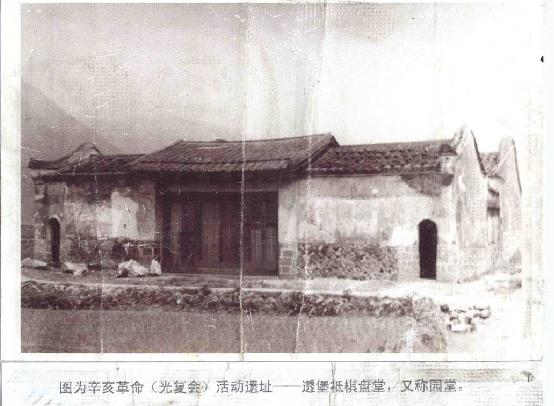
Eines der eingenommenen Häuser in Fujian.

Im November begannen Mitglieder des Tongmenghui-Zweigs von Fujian zusammen mit Sun Daoren von der „Neuen Armee“ einen Aufstand gegen die Qing-Armee. Der Vizekönig der Qing, Song Shou, beging Selbstmord. Am 11. November erklärte die gesamte Provinz Fujian ihre Unabhängigkeit. Die „Militärregierung von Fujian“ wurde eingesetzt und Sun Daoren zum Militärgouverneur gewählt.

### Unabhängigkeit Guangdongs

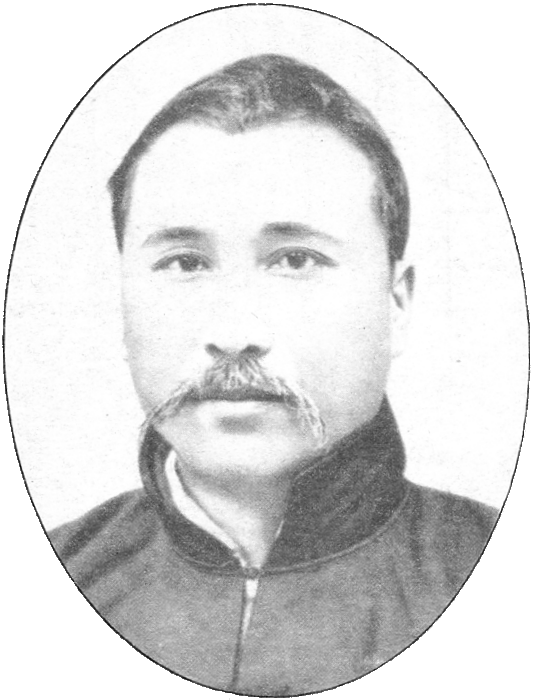
Chen Jiongming.

Gegen Ende Oktober organisierten Chen Jiongming, Deng Keng, Peng Reihai und andere Mitglieder der Tongmenghui von Guangdong lokale Milizen, um Aufstände in Huazhou, Nanhai, Sunde und Sanshui in der Provinz Guangdong zu starten. Am 8. November erklärten sich General Li Zhun und Long Jiguang von der Marine, nach Überredung durch Hu Hanmin, bereit, die Revolution zu unterstützen. Der Qing-Vizekönig von Liangguang, Zhang Mingqi, sah sich gezwungen, mit lokalen Vertretern ein Konzept für die Unabhängigkeit Guangdongs auszuarbeiten. Chen Jiongming nahm daraufhin Huizhou ein. Am 9. November verkündete Guangdong seine Unabhängigkeit und setzte eine Militärregierung ein. Sie wählten Hu Hanmin und Chen Jiongming zum Chef und Vizegouverneur. Es ist bekannt, dass Qiu Fengjia dazu beigetragen hat, die Unabhängigkeitserklärung friedlicher zu gestalten. Zu diesem Zeitpunkt war nicht bekannt, ob die Vertreter der europäischen Kolonien Hongkong und Macau an die neue Regierung abgetreten werden würden.

### Unabhängigkeit Shandongs
Am 13. November stimmte der Qing-Gouverneur von Shandong, Sun Baoqi, der Abspaltung von der Qing-Regierung zu und verkündete die Unabhängigkeit Shandongs, nachdem er vom Revolutionär Ding Weifen und weiteren Offizieren der „Neuen Armee“ überredet worden war.

### Ningxia-Aufstand
Am 17. November rief die Ningxia-Tongmenghui den Ningxia-Aufstand (寧夏會黨起義) aus. Die Revolutionäre schickten Yu Youren nach Zhangjiachuan, um den dunganischen Sufi-Meister Ma Yuanzhang zu treffen und ihn davon zu überzeugen, die Qing nicht zu unterstützen. Ma wollte jedoch seine Beziehungen zu den Qing nicht gefährden. Er schickte die muslimische Miliz aus Ost-Gansu unter dem Kommando eines seiner Söhne, um Ma Qi bei der Niederschlagung der Ningxia-Gelaohui zu unterstützen. Trotzdem wurde am 23. November die „Militärregierung von Ningxia“ eingesetzt. Zu den beteiligten Revolutionären gehörten Huang Yue und Xiang Shen, die in Qinzhou Kräfte der „Neuen Armee“ versammelten.

### Unabhängigkeit Sichuans
Am 21. November organisierte Guang’an die Große Nördliche „Han-Shu-Militärregierung“.
Am 22. November begannen Chengdu und Sichuan, ihre Unabhängigkeit zu erklären. Am 27. wurde die „Große Han-Sichuan-Militärregierung“ unter der Leitung des Revolutionärs Pu Dianzun gebildet. Der Qing-Beamte Duanfang wurde getötet.

### Nanjing-Aufstand

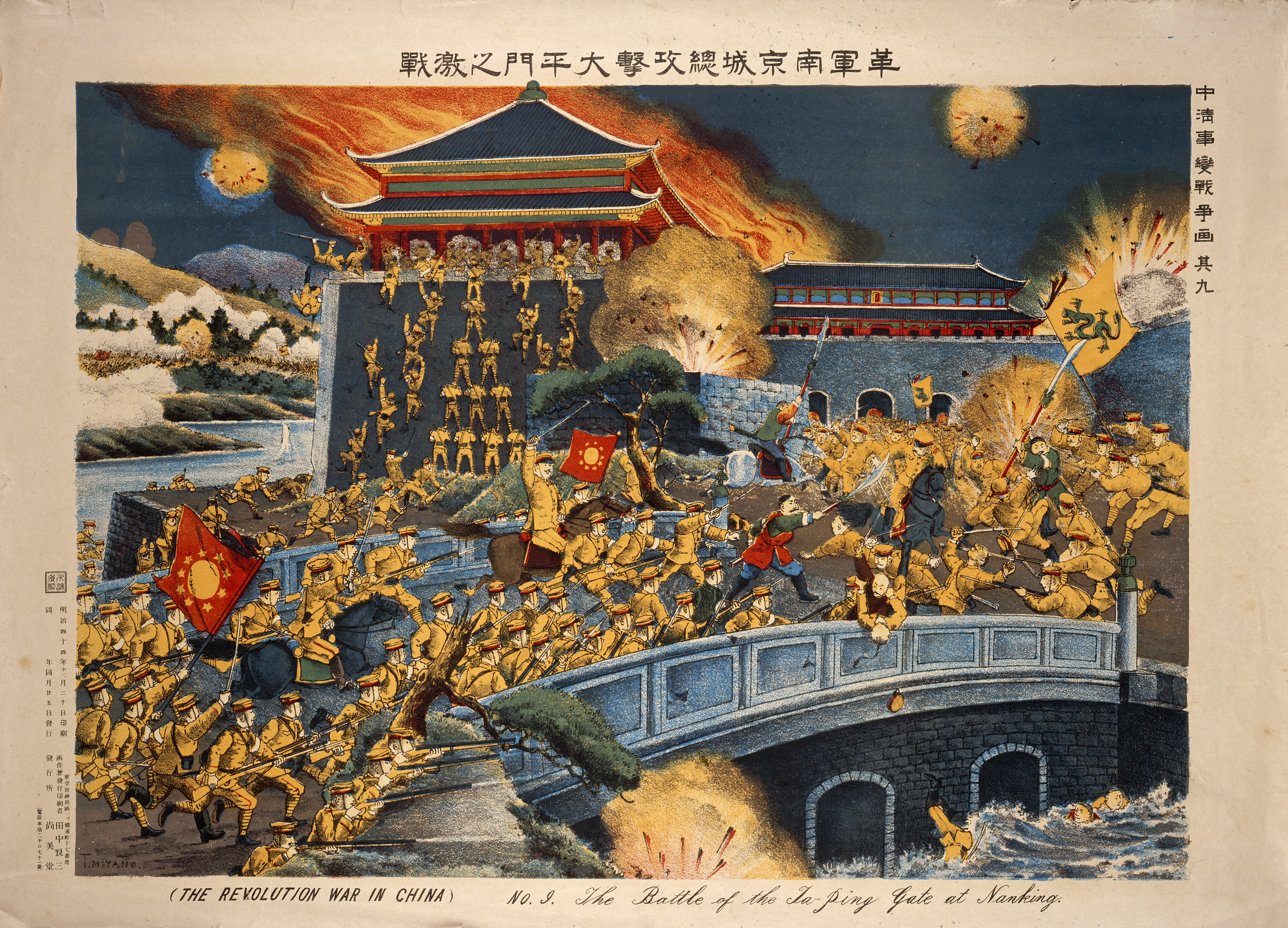
Bild des Nanjing-Aufstands. Gemalt von T. Miyano.

Am 8. November kündigte Xu Shaozhen von der „Neuen Armee“, unterstützt von der Tongmenghui, einen Aufstand am Molin-Pass an (30 km von Nanjing entfernt). Xu Shaozhen, Chen Qimei und andere Generäle beschlossen, eine vereinigte Armee unter Xu zu bilden, um Nanking gemeinsam anzugreifen. Am 11. November wurde das Hauptquartier der „Vereinigten Armee“ in Zhenjiang eingerichtet. Zwischen dem 24. November und dem 1. Dezember eroberte die „Vereinigte Armee“ unter dem Kommando von Xu Shaozhen Wulongshan die Qing-Hochburgen Mufushan, Yuhuatai und Tianbao City. Am 2. Dezember wurde die Stadt Nanjing nach der Schlacht von Nanking 1911 von den Revolutionären eingenommen. Am 3. Dezember befahl der Revolutionär Su Liangbi seinen Truppen das Massaker an einer großen Zahl von Mandschus (die genaue Zahl ist nicht bekannt). Kurz darauf wurde er verhaftet und seine Truppen aufgelöst.

### Xinhai-Revolution in Xinjiang: Dihua (Ürümqi) und Ili (Yili) Aufstände
Die Xinhai-Revolution in Xinjiang (chinesisch 辛亥革命在新疆) bezieht sich auf die Schlachten der Mitglieder der Anti-Manchu Revolutionären Partei (反清革命党人) (hauptsächlich Gelaohui) in Xinjiang. Die Revolution fand hauptsächlich in Yili statt.
Im November 1911 hatten sich bereits vierundzwanzig Provinzen des Landes von der Qing-Regierung gelöst. Angesichts dieser Situation verschwor sich die Royalisten der Qing-Dynastie: sie wollten Puyi empfangen, um nach Westen zu ziehen und dort eine neue Hauptstadt in Kulun (heute Ulaanbaatar in der Mongolei) zu errichten, an den Nordwesten abzutreten und die revolutionäre Armee weiterhin zu bekämpfen. Als die Mitglieder der Revolutionären Partei in Wuchang von dieser Situation erfuhren, informierten sie sofort ihre Mitglieder in Xinjiang und am 28. November 1911 brach die Xinhai-Revolution in Xinjiang aus.
In Xinjiang startete Liu Xianzun am 28. Dezember den Dihua-Aufstand (迪化起義). Dieser wurde zwar von mehr als 100 Mitgliedern der Geilaohui angeführt, scheiterte aber. Am 7. Januar 1912 begann der Yili-Aufstand (伊犁起義) mit Feng Temin. Der letzte Gansu-Xinjiang-Provinzgouverneur floh und erklärte seinen Rücktritt gegenüber Yang Zengxin. Der Widerstand der Menschen aller ethnischen Gruppen im Norden und Süden des Tianshan-Gebirges überforderte ihn:

„Yuan kommt mit den Revolutionären nicht zurecht, hört den Wind und verliert die Galle. Er musste in den Shanhai-Pass fliehen, denn für die Republik China wollte er auch nicht kämpfen.“

Am Morgen des 8. Januar wurde für die Revolutionäre eine neue Regierung in Yili eingesetzt. Aufgrund der bevorstehenden Abdankung Puyis erkannte Yuan Shikai schließlich die Herrschaft von Yang Zengxin an, ernannte ihn zum Gouverneur von Xinjiang und ließ die Provinz der Republik beitreten. weitere ehemalige Qing-Beamte wurden im April und Mai 1912 in Zhenxi, Karaschahr, Aksu, Kucha, Luntai und Kaschgar ermordet.
Unter den Revolutionären wurden zum ersten Mal in der Geschichte der Provinz fremdsprachige Zeitungen gedruckt.

### Taiwan-Aufstand
1911 schickte die Tongmenghui Luo Fu-xing auf die Insel Taiwan, um sie der japanischen Kontrolle zu entreißen. Ziel war es, Taiwan durch Anstiftung zum Taiwan-Aufstand (台灣起義) in die Republik einzugliedern. Luo wurde gefasst und am 3. März 1914 getötet. Viele Informationen des Vorfalls wurden durch die Qing-Regierung unterdrückt, was übrig blieb, wurde als Miaoli-Zwischenfall (苗栗事件) bekannt, wobei sich der Name auf den Landkreis Miaoli bezieht, in dem mehr als 1.000 Taiwanesen von der japanischen Polizei hingerichtet wurden. In Miaoli wird des Opfers von Luo bis heute gedacht.

## Territoriale Aufstände

### Unabhängigkeit Tibets
Im Jahr 1905 sendeten die Qing den blauen Bannermann Zhao Erfeng nach Tibet, um die dortigen Aufstände zu bekämpfen. Im Jahr 1908 wurde Zhao zum kaiserlichen Residenten in Lhasa ernannt. Zhao wurde im Dezember 1911 von pro-republikanischen Kräften enthauptet. Der größte Teil des historisch als Kham bekannten Gebiets wurde nun von den republikanischen Revolutionären als Xikang-Verwaltungsbezirk beansprucht.
Ende 1912 wurden die letzten Mandschu-Truppen über Indien aus Tibet vertrieben. Thubten Gyatsho, der 13. Dalai Lama, kehrte im Januar 1913 von Sikkim, seiner bisherigen Residenz, nach Tibet zurück. Als sich die neue Republik-Regierung für die Handlungen der Qing entschuldigte und anbot, den Dalai Lama in seine frühere Position zurückzuversetzen, entgegnete er, nicht an chinesischen Rängen interessiert zu sein. Tibet sei China niemals untergeordnet gewesen, sondern ein unabhängiges Land, dessen geistige und politische Führung er übernehmen würde. Die Antwort wurde als formelle Unabhängigkeitserklärung aufgefasst. Tibet war nunmehr fast dreißig Jahre lang frei von Einmischung durch China. Im späteren Konflikt hinsichtlich Tibets Status berief sich China jedoch darauf, die Erklärung Gyatshos nie anerkannt zu haben, weshalb Tibets Unabhängigkeit völkerrechtlich nie wirksam geworden sein soll. Die Ansicht ist mithin umstritten und bis heute Gegenstand eines laufenden Konflikts.

### Unabhängigkeit der Mongolei
Die Mongolische Revolution von 1911 fand statt, als die Region der Äußeren Mongolei im Zuge der Xinhai-Revolution ihre Unabhängigkeit von dem Mandschu-geführten Qing-China erklärte. Eine Kombination von Faktoren, darunter wirtschaftliche Not und das Scheitern des Widerstands gegen den westlichen Imperialismus, führte dazu, dass die Qing-Regierung durch die mongolische Bevölkerung abgelehnt wurde.
Als ein neues Programm zur Besiedlung der Mongolei mit ethnischen Han und zur Assimilierung der Eingeborenen vorgestellt wurde, stieß es auf Widerstand, der zu einer relativ unblutigen Trennung vom Qing-Reich führte. Viele Häuptlinge der Barga und der Inneren Mongolei unterstützten die Revolution und wurden zu den Anführern der Revolution.

#### Zustand der äußeren Mongolei

Karte Qing-Chinas im Jahr 1911. Rot markiert: äußere Mongolei

Zu Beginn des 20. Jahrhunderts war die Mongolei verarmt. Die Auswirkungen des Taiping-Aufstandes (1850–1864) waren in erster Linie für diesen wirtschaftlichen Niedergang verantwortlich: Der Verlust von Steuereinnahmen aus Südchina während des Aufstandes und die Kosten für dessen Niederschlagung hatten die Staatskasse der Qing erschöpft. Silber wurde zum wichtigsten Zahlungsmittel für die Steuern, nicht wie bisher das Vieh. Die wichtigste Silberquelle für die Mongolen waren Kredite, die sie von chinesischen Kaufleuten aufnahmen. Diese Darlehen, die zu horrenden Zinssätzen aufgenommen wurden, wurden in Form von Vieh zurückgezahlt, das dann nach China exportiert wurde. Die Folge war ein katastrophaler Rückgang der Viehbestände, von denen der Lebensunterhalt der Mongolen abhing.
Eine zerfallende Wirtschaft, wachsende Schulden und steigende Steuerforderungen waren maßgeblich für soziale und politische Unruhen in der Mongolei. Die Pläne der Qing für die Umgestaltung der Äußeren Mongolei waren jedoch der letztliche Auslöser für die Rebellion.

#### „Neue Verwaltung“
Die Qing-Dynastie (1636–1912) wurde vom Mandschu-Klan Aisin Gioro im heutigen Nordosten Chinas (auch bekannt als Mandschurei) gegründet. Sie waren sicherlich nicht das erste Nicht-Han-Volk, das ganz China beherrschte, aber das Schicksal früherer Dynastien war immer dasselbe: Sie fielen ein, regierten, assimilierten sich und schließlich verschmolzen sie und wurden mehr oder weniger selbst Chinesen. Es wurden Versuche unternommen, den Mandschu-Stamm ethnisch rein zu halten, doch erwiesen sich diese Bemühungen als erfolglos. Die frühen Qing-Herrscher erließen verschiedene Gesetze, um die Mandschurei vom eigentlichen China (bestehend aus 18 Provinzen) und der Mongolei zu isolieren. Dasselbe taten sie für die Mongolen: Han-Chinesen durften die Mongolei nicht betreten und Mongolen durften nicht außerhalb ihrer eigenen Ligen reisen. Den Mongolen war es verboten, Chinesische Sprachen zu sprechen oder Han-Chinesen zu heiraten. Auch wenn die Durchsetzung der Gesetze im Laufe der Zeit nachließ, blieben sie formell doch in Kraft und wurden zumindest symbolisch befolgt.
Der westliche Imperialismus in China in der zweiten Hälfte des 19. Jahrhunderts veränderte die politischen Prioritäten in China. Die Niederlage der Qing gegen die Japaner im Jahr 1895 (Erster Chinesisch-Japanischer Krieg) und kurz darauf die deutsche Eroberung von Shandong bewiesen auf dramatische Weise, dass die bisherigen Bemühungen der Qing, dem Westen zu widerstehen, unzureichend waren. Der Boxeraufstand und insbesondere der Sieg Japans über Russland im Jahr 1905 wurden in China weithin als Triumph des Konstitutionalismus über die Autokratie interpretiert. Zu diesem Zeitpunkt wurden weitreichende wirtschaftliche, politische und militärische Reformen angeordnet, die als „Neue Verwaltung“ oder „Neue Politik“ (Xin zheng) bekannt wurden.
In der Äußeren Mongolei wurde die „Neue Verwaltung“ jedoch etwas anders akzentuiert. Das Ziel war nicht einfach die Modernisierung, wie in den han-chinesischen Gebieten, sondern die kulturelle Assimilierung. Die Besetzung der Halbinsel Liaodong durch Russland im Jahr 1898 und der Nordmandschurei im Jahr 1900 bestätigte die Befürchtungen der Qing-Regierung, dass die Russen die gesamte Nordgrenze ihres Reiches besetzen würden. Die Qing-Herrscher waren der Ansicht, dass das Überleben ihres Staates als Ganzes davon abhing, dass ihre Grenze als „Schutzschild“ für China selbst fungierte. Um dies zu erreichen, mussten die Völker, die diese Region bewohnten, Chinesen werden.
Zwischen 1901 und 1910 startete die Qing-Regierung daher einen umfassenden Plan zur chinesischen Kolonisierung des Grenzgebiets und zur Reorganisation der einheimischen Regierungen (obwohl die Kolonisierung der Gebiete in der Inneren Mongolei durch die Chinesen schon viel früher begonnen hatte). Ein Erlass aus dem Jahr 1910, der die alten Verbote gegen die Ansiedlung von Chinesen in der Äußeren Mongolei, gegen die Vermischung von Chinesen und Mongolen und gegen die Verwendung der chinesischen Sprache durch Mongolen aufhob, war der letzte Schritt zum Abbau der Mauer der Isolation, die die Mandschus Jahrhunderte zuvor errichtet hatten.
Anfang 1910 ernannte die Qing-Regierung Sando (oder Sandowa), selbst ein Mongole und ehemaliger stellvertretender Vizegouverneur von Guihwa, zum Vizekönig der Mongolei in der Hauptstadt Urga (dem heutigen Ulaanbaatar), um die „Neue Verwaltung“ umzusetzen. Er machte sich sofort daran, zwanzig Ämter einzurichten, die unter anderem das Militär, das Steuerwesen, die Polizei, die Regierung und den Handel beaufsichtigen sollten. Es wurden Pläne für die Kolonisierung der Mongolei mit chinesischen Bauern geschmiedet. Im Januar 1911 traf Oberstleutnant Tang Zaili ein, um die Organisation einer mongolischen Armee zu überwachen, die zur Hälfte aus mongolischen Hirten bestehen sollte. In der Nähe von Urga wurde eine Kaserne mit 400 Zimmern errichtet. Die Mongolen sahen in all dem eine Bedrohung für ihr eigenes Überleben. Ihre Verzweiflung wurde in einer Petition an die Qing-Regierung zum Ausdruck gebracht:

„Unter den vielen Richtlinien, die immer wieder erlassen werden, gibt es keine einzige, die den Mongolen zugute kommt. Deshalb wünschen wir uns alle, dass wir nach unseren alten Gewohnheiten leben dürfen.“

Die Arroganz und Brutalität von Tang Zailis Stab und seiner militärischen Eskorte wirkten nicht gerade deeskalierend.

#### Mongolischer Widerstand

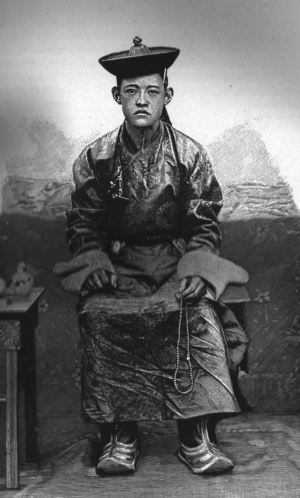
Der Bogd Khan als Jugendlicher.

Nur einen Monat nach Sandos Ankunft kam es in einer chinesischen Schreinerei in Urga zu einer Schlägerei zwischen betrunkenen Lamas (buddhistischen Priestern) und Chinesen. Solche Vorfälle waren in der Vergangenheit nicht unbekannt, wurden aber von den Qing-Beamten streng unterdrückt. Dieser Vorfall entwickelte sich anders: Als Sando im Gandan-Kloster, dem wichtigsten Kloster der Stadt, ankam, um Verhaftungen vorzunehmen, bewarfen die Lamas ihn und seine Truppen mit Steinen und zwangen sie zum Rückzug. Sando verlangte, dass der Bogd Khan, das geistige Oberhaupt der Mongolen in Urga, den Lama ausliefert, den er für den Anführer des Vorfalls hielt. Der Khan weigerte sich und wurde von Sando mit einer Geldstrafe sanktioniert. Daraufhin forderten die Mongolen die Qing-Regierung auf, Sando abzusetzen, jedoch ohne Erfolg.
Es folgten weitere Vorfälle, die alle die schwindende Autorität Sandos unterstrichen: Ein Adliger, Togtokh Taij, hatte mit einer kleinen Bande und unter Duldung lokaler mongolischer Beamter mehrere chinesische Kaufmannsläden in der Ostmongolei geplündert. Sando schickte zwei Trupps Soldaten, um Togtokh gefangen zu nehmen. Sie wurden von ihrem mongolischen Führer in eine Falle gelockt; die meisten wurden getötet. Die mongolischen Fürsten weigerten sich, Soldaten für Sandos Armee zu stellen. Und der Fürst des Khoshuun, das Togtokh überfallen hatte, weigerte sich, Sandos Forderung nach Entschädigung für die geplünderten chinesischen Kaufleute nachzukommen.

#### Erklärung der Unabhängigkeit
Im Frühjahr 1911 überredeten einige prominente mongolische Adlige, darunter Prinz Tögs-Ochiryn Namnansüren, den Khan, eine Versammlung von Adligen und Kirchenvertretern einzuberufen, um über eine Unabhängigkeit zu diskutieren. Der Khan willigte ein. Um keinen Verdacht zu erregen, gab er als Vorwand ein religiöses Fest an, bei dem die versammelten Führer die Notwendigkeit einer Neuverteilung der Steuern unter den Khoshuuns diskutieren sollten. Das Treffen fand am 10. Juli statt, und die Mongolen diskutierten darüber, ob es besser sei, sich dem Willen der Qing zu unterwerfen oder zu widersetzen. Die Versammlung geriet in eine Sackgasse, wobei einige für vollständigen, andere für teilweisen Widerstand plädierten. Achtzehn Adlige beschlossen, die Sache selbst in die Hand zu nehmen. Sie trafen sich heimlich in den Hügeln außerhalb von Urga und beschlossen, dass die Mongolei ihre Unabhängigkeit erklären müsse. Sie überredeten die Chutuktu, eine Delegation aus drei prominenten Vertretern – einem weltlichen Adligen, einem Geistlichen und einem weltlichen Beamten aus der Inneren Mongolei – nach Russland zu entsenden, um Unterstützung zu erhalten. Die besondere Zusammensetzung der Delegation sollte der Mission möglicherweise ein Gefühl des nationalen Konsenses verleihen.
Die Delegation in Sankt Petersburg brachte einen Brief mit, der im Namen der Khutuktu und der „vier Khane von Chalkha“ unterzeichnet war. Darin wurde um Unterstützung gegen die Chinesen gebeten und es wurde angedeutet, dass russische Truppen gegen eine chinesische Einheit benötigt würden, von der die Mongolen glaubten, dass sie zu diesem Zeitpunkt in die Mongolei vorrückte. Um eine Zusage zu erhalten, versprachen die Mongolen im Gegenzug wirtschaftliche Zugeständnisse. Aus dem Schreiben selbst ging nicht eindeutig hervor, welche Art von Beziehungen die Mongolen zu Russland aufbauen wollten. Russland wollte die Äußere Mongolei in seine Einflusssphäre einbeziehen und als Pufferstaat Schutz vor China und Japan bieten, hatte aber nie vor, sie zu einem Teil seines Reiches zu machen. Die russische Regierung beschloss, nicht mit militärischen, sondern mit diplomatischen Mitteln eine Autonomie innerhalb der Qing-Regierung zu unterstützen; für eine vollständige Unabhängigkeit erklärten sie sich nicht bereit.
Der russische Minister in Peking wurde daraufhin angewiesen, die Qing-Regierung davon in Kenntnis zu setzen, dass die Mongolen eine Delegation nach St. Petersburg geschickt hatten, die sich über die chinesische Einwanderung, die militärische Aufrüstung und die administrative Neuorganisation beschwerte. Er erklärte, dass Russland angesichts der gemeinsamen Grenze mit Chalkha über diese Entwicklungen besorgt sein und China die Konsequenzen tragen müsse, wenn diese Warnung ignoriert würde.

#### Erlangte Unabhängigkeit
Als die Qing-Regierung von der mongolischen Mission in Russland erfuhr, beauftragte sie Sando mit Ermittlungen. Sando rief sofort den Leiter der kirchlichen Verwaltung (Ikh shav) der Khutukhtu, den Erdenen Shanzav, zu sich und verlangte eine Erklärung. Der Shanzav beteuerte, er sei nicht beteiligt gewesen und enthüllte das gesamte Komplott. Sando verlangte daraufhin, dass der Khutuktu sein Ersuchen um russische Truppen zurückzieht. Die Khutuktu willigten ein, unter der Bedingung, dass Sando die „Neue Verwaltung“ auflöst. Sando telegrafierte nach Peking, um Anweisungen zu erhalten und erhielt die Antwort, dass Teile der „neuen Verwaltung“ aufgeschoben werden könnten.
Sando befahl den Fürsten in Urga, eine Erklärung zu unterzeichnen, dass nur einige wenige Personen für den Appell an Russland verantwortlich waren. Die Fürsten gaben zwar eine solche Erklärung ab, aber nur mündlich. Sando befahl den Mongolen daraufhin, keinen weiteren Kontakt mit dem russischen Konsulat aufzunehmen und drohte für den Fall des Ungehorsams, weitere 500 Soldaten nach Urga zu bringen und die chinesische Bevölkerung in der Stadt zu bewaffnen. Er postierte Wachen um den Palast des Khutuktu mit dem Befehl, russische Besucher auszusperren und schickte ein Truppenkontingent an die russisch-mongolische Grenze, um die mongolische Delegation bei ihrer Rückkehr nach Russland abzufangen.
In China selbst spielten sich zu diesem Zeitpunkt Ereignisse seismischen Ausmaßes ab. Am 10. Oktober kam es zu dem Wuchang-Aufstand und eine Revolution gegen die herrschende Minderheit hatte begonnen. Eine Provinz nach der anderen erklärte ihre Unabhängigkeit von der Qing-Behörde. Sando glaubte, dass seine Position unhaltbar war und bat die Regierung in Peking um die Erlaubnis, zurückzutreten; sein Erbitten wurde jedoch abgelehnt. In der Zwischenzeit kehrte die mongolische Delegation heimlich nach Russland zurück und berichtete einer Gruppe von Prinzen und Lamas über die Ergebnisse ihrer Reise. Sie verfassten ein gemeinsames Memorial an den Khutukhtu, in dem sie fragten, was die Mongolei anstelle der Provinzaufstände tun sollte. Er riet den Mongolen, einen eigenen Staat zu gründen.
Gestärkt durch die Unterstützung der Khutuktu und den drohenden Zusammenbruch der Qing-Dynastie wurde die „provisorische Regierung von Chalkha“ gebildet, die von einigen prominenten Adligen aus Chalkha geleitet wurde. Am 28. November ordnete die Regierung an, dass alle vier Provinzen (aimag) von Chalkha jeweils tausend Soldaten mobilisieren sollten. Unmittelbar danach versammelten sich 500 Männer aus den benachbarten Khoshuuns in Urga. Zwei Tage später erhielt Sando ein Schreiben, das im Namen der Adligen und Lamas von Chalkha unterzeichnet war und in dem es hieß, dass sie von einer Abspaltungsbewegung in China gehört hätten und dass sich chinesische Truppen der Revolutionären Partei darauf vorbereiteten, von der Inneren Mongolei aus auf Urga zu marschieren. Weiter heißt es in dem Brief, dass die Khutuktu angesichts der Vorteile, die die Chalkhas in der Vergangenheit von den Qing erhalten hatten, die Mobilisierung von 4000 Soldaten angeordnet hatten, die zur Verteidigung des Kaisers Puyi auf Peking vorrücken sollten. Sando wurde gebeten, die Männer mit Proviant und Waffen zu versorgen. Ihm wurde eine Frist von drei Stunden gesetzt, um zu antworten; die Antwort kam jedoch nicht. Eine Delegation von Adligen und Lamas suchte das Büro des Ambans auf und teilte ihm die Entscheidung mit, die Unabhängigkeit zu erklären und die Khutuktu als Kaiser einzusetzen. Sando flehte die Delegation an; er gab zu, dass das, was geschehen war, das Ergebnis seiner eigenen Torheit war und versprach, der Mongolei volle Autonomie, aber nicht die Unabhängigkeit zu gestatten. Die Delegation entgegnete jedoch spärlich, sie sei nur gekommen, um eine Botschaft zu überbringen, nicht um zu diskutieren. Sando wurde angewiesen, das Land innerhalb von 24 Stunden zu verlassen.
Sando konnte nur wenig tun. Er verfügte nur über 150 Soldaten, die sich wegen ausstehender Soldzahlungen ohnehin widerspenstig verhielten. Am folgenden Tag wurden seine Soldaten von mongolischen Milizionären sowie von russischen Kosaken des Konsularkonvois unter dem Kommando von Grigori Semjonow, dem späteren Ataman, entwaffnet. Sando und sein Stab zogen zu ihrer eigenen Sicherheit in das Gelände des russischen Konsulats.
Am 30. November 1911 errichteten die Mongolen die „provisorische Regierung von Khalkha“. Am 5. Dezember verließ Sando mit russischer Eskorte die Mongolei. Die chinesische Autorität im Rest des Landes brach daraufhin schnell zusammen. Noch im selben Monat oder im Januar 1912 (die Quellen divergieren) verließen der Militärgouverneur von Uliastai in der Westmongolei, sein Stab und seine Militärgarde friedlich und unter dem Schutz von Kosakentruppen das Land. Der stellvertretende Militärgouverneur von Chowd beschloss jedoch Widerstand zu leisten, da er auf Verstärkung aus Xinjiang hoffte. Die Truppen kamen zu spät: Die Stadt wurde von mongolischen Truppen umzingelt und die Verstärkungstruppe getötet. Im August 1912 wurde seine Festung von mongolischen Truppen eingenommen und er und sein Stab wurden von Kosaken außer Landes eskortiert.
Am 1. Dezember verkündete die „provisorische Regierung von Chalkha“ in einer allgemeinen Proklamation das Ende der Qing-Herrschaft und die Errichtung einer Theokratie unter dem Bogd Khan. Am Ende des Monats, am 29. Dezember, wurde er offiziell als „Großkhan“ oder „Kaiser“ des neuen mongolischen Staates eingesetzt. Dies läutete die „Ära des Bogd Khan“ ein (der Staat hieß nunmehr „Großmongolischer Staat“). Alle Barga, Dariganga, Khovd, Huvsgul, 26 Hoshuns der Ili-Region (heute Dsungarei), 24 Hoshuns aus der Obermongolei (29 Hosnuns) und 35 Hoshuns aus der Inneren Mongolei (49 Hoshuns) gaben Erklärungen ab, um Bogd Khans Aufruf zur Wiedervereinigung der Mongolei zu unterstützen, doch in Wirklichkeit waren die meisten von ihnen zu vorsichtig oder unentschlossen, sich dem Regime Bogd Khans anzuschließen.
Die mongolische Revolution war größtenteils eine geordnete Machtübergabe. Dass sie relativ friedlich verlief, war dem Realismus der Qing-Behörden in der Mongolei zu verdanken und nicht zuletzt der Anwesenheit russischer Truppen, die diesen Behörden und den chinesischen Truppen Schutz boten. In der Inneren Mongolei war die Situation anders. Dort blieben die chinesischen Behörden an der Macht, obwohl sich mongolische Aktivisten darauf vorbereiteten, sich der Äußeren Mongolei anzuschließen und unabhängig zu werden. Mitglieder der königstreuen Pro-Qing-Partei waren dafür bekannt, dass sie die Unabhängigkeit der Inneren Mongolei unterstützten und einige plädierten für einen monarchistischen Staat, der sowohl die Mandschurei als auch die Äußere und Innere Mongolei umfasste. Vor allem Gungsangnorbu, der Führer des inner-mongolischen Harqin-Banners, knüpfte im Dezember 1911 enge Kontakte zu den Japanern. Er und andere Fürsten der Inneren Mongolei nahmen Kredite auf, versprachen den Japanern Schürfrechte und erhielten umfangreiche Waffenlieferungen.

#### Rolle Russlands
Die Rolle der Russen bei dieser Revolution (und der späteren Revolution von 1921) ist umstritten. Vor allem chinesische Historiker haben die Ereignisse von 1911 oft als das Ergebnis „zaristischer Provokationen und Manipulationen“ erklärt. Diese Schlussfolgerung steht jedoch im Widerspruch zu Archivmaterial aus Russland und der Mongolei. Die Unabhängigkeitsbewegung in der Äußeren Mongolei war weitgehend eine Reaktion auf die neue Qing-Politik, die auf die Assimilierung der Mongolen durch Han-Chinesen abzielte. Die russische kaiserliche Regierung zog es vor, die Äußere Mongolei als Pufferstaat gegen chinesische und japanische Einflüsse an den russischen Grenzen in Sibirien, als abhängigen Staat oder als Autonomie von China zu betrachten. Die Revolution spiegelte auch das wachsende Nationalbewusstsein der Mongolen und ihren Wunsch wider, einen Nationalstaat zu gründen – politische und soziale Kräfte, die zu dieser Zeit auch in China am Werk waren.

## Regierungsänderungen

### Nordchina: Letzter Versuch der Umwandlung am Qing-Hof

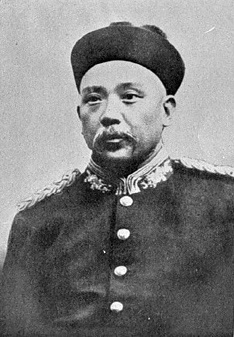
Yuan Shikai wurde zum Premierminister gewählt. Später sollte er auch die Macht Südchinas auf sich vereinen und sich kurzzeitig zum neuen Kaiser Chinas ernennen (Kaiserreich China (1915–1916)).

Am 1. November 1911 ernannte die Qing-Regierung Yuan Shikai zum Premierminister des kaiserlichen Kabinetts und löste damit Prinz Qing ab. Am 3. November verabschiedete der Hof der Qing auf Vorschlag von Cen Chunxuan im Jahr 1903 die „Neunzehn Artikel“ (憲法重大信條十九條), die die Qing von einem autokratischen System mit uneingeschränkter Macht des Kaisers zu einer konstitutionellen Monarchie machten. Am 9. November telegrafierte Huang Xing sogar an Yuan Shikai und lud ihn ein, der Republik beizutreten. Die Änderungen am Hof kamen zu spät und der Kaiser stand kurz davor, abzutreten.

### Südchina: Provisorische Regierung in Nanking
Die Provisorische Regierung der Republik China (中華民國臨時政府,  Zhōnghuá Mínguó Línshí Zhèngfǔ) war eine provisorische Regierung, die von den Revolutionären im Jahr 1912 eingesetzt wurde. Nach dem Erfolg des Wuchang-Aufstands hielten Vertreter der revolutionären Provinzversammlungen im Bezirk Wuchang, China, eine Konferenz ab, auf der die organisatorischen Grundzüge der provisorischen Regierung festgelegt wurden.

#### Planung
Im November 1911 kam die revolutionäre Gruppe im Bezirk Wuchang von Wuhan, China, unter der Leitung von Li Yuanhong mit der revolutionären Gruppe in Shanghai unter der Leitung von Chen Qimei und Cheng Dequan zusammen, um die Bildung einer neuen Zentralregierung vorzubereiten. Die Bezirke von Wuhan sollten sich 1927 vereinigen. Die Gruppe in Wuchang wollte eine Regierung in Wuchang einrichten, während die Gruppe in Shanghai eine Regierung in Shanghai wollte. Am 20. November schlossen die beiden Gruppen einen Kompromiss und erkannten Hubei als Zentralregierung an. Am 28. November fielen Hankou und Hanyang wieder an die Qing, so dass die Revolutionäre zur Sicherheit am 30. November ihre erste Konferenz in der britischen Konzession in Hankou einberiefen. Tan Renfeng war der Vorsitzende der Sitzung. Dreiundzwanzig Vertreter aus den 11 Provinzen nahmen teil. Die Vertreter beschlossen, den organisatorischen Rahmen der Provisorischen Regierung festzulegen, und sie wählten Lei Fen, Ma Junwu und Wang Zhengting, um den Entwurf auszuarbeiten.
Da die revolutionären Kräfte am 2. Dezember im Rahmen des Aufstandes Nanjing einnehmen konnten, beschlossen die Revolutionäre, Nanjing zum Sitz der neuen provisorischen Regierung zu machen. Bereits am nächsten Tag verabschiedete die Konferenz den Entwurf, der drei Kapitel und einundzwanzig Klauseln umfasste. Sie bestätigte auch, dass die neue Regierung eine Republik sein würde. Es wurde angekündigt, dass die Vertreter der Provinzen in sieben Tagen in Nanking zusammenkommen würden, um eine provisorische Regierung zu wählen.

#### Präsidentschaftswahl
| Bild  | Kandidat    | Alter | Partei      | Stimmen | Anteil   |
| ----- | ----------- | ----- | ----------- | ------- | -------- |
|       | Sun Yat-sen | 45    | Tongmenghui | 16      | 94,11 %  |
|       | Huang Xing  | 37    | Tongmenghui | 1       | 5,88 %   |
|       | Li Yuanhong | 47    | parteilos   | 0       | 0 %      |
| Summe | Summe       | Summe | Summe       | 17      | 100,00 % |

| Bild  | Kandidat    | Alter | Partei      | Stimmen | Anteil   |
| ----- | ----------- | ----- | ----------- | ------- | -------- |
|       | Huang Xing  | 37    | Tongmenghui | 0       | 0 %      |
|       | Li Yuanhong | 47    | parteilos   | 17      | 100 %    |
| Summe | Summe       | Summe | Summe       | 17      | 100,00 % |

Anstatt an der Versammlung in Nanking teilzunehmen, versammelten Song Jiaoren und Chen Qimei die Vertreter der Provinzen in Shanghai und hielten am 4. Dezember eine Versammlung ab. Am 25. Dezember kehrte Sun Yat-sen in Begleitung des Generals Homer Lea, seines engsten ausländischen Beraters, nach Shanghai zurück.
Am 29. Dezember fanden in Nanking die Präsidentschaftswahlen statt. Gemäß dem ersten Artikel des „Organisationsplans der Provisorischen Regierung“ sollte der provisorische Präsident von den Vertretern der chinesischen Provinzen gewählt werden; der Kandidat, der mehr als 2/3 der Stimmen erhielt, war gewählt. Sun Yat-sen erhielt 16 von 17 gültigen Stimmen und wurde damit der provisorische Präsident. Vizepräsident wurde Li Yuanhong.
Jede Provinz hatte nur eine Stimme. 45 Vertreter aus siebzehn Provinzen nahmen an dieser Wahl teil:
| Nr. | Provinz   | Hànzì  | Pinyin    |
| --- | --------- | ------ | --------- |
| 1   | Zhili     | 直隸省 | Zhílì     |
| 2   | Liaoning  | 奉天省 | Fèngtiān  |
| 3   | Henan     | 河南省 | Hénán     |
| 4   | Shandong  | 山東省 | Shāndōng  |
| 5   | Shanxi    | 山西省 | Shānxī    |
| 6   | Shaanxi   | 陝西省 | Shǎnxī    |
| 7   | Jiangsu   | 江蘇省 | Jiāngsū   |
| 8   | Anhui     | 安徽省 | Ānhuī     |
| 9   | Jiangxi   | 江西省 | Jiāngxī   |
| 10  | Zhejiang  | 浙江省 | Zhèjiāng  |
| 11  | Guangdong | 廣東省 | Guǎngdōng |
| 12  | Guangxi   | 廣西省 | Guǎngxī   |
| 13  | Hunan     | 湖南省 | Húnán     |
| 14  | Hubei     | 湖北省 | Húběi     |
| 15  | Fujian    | 福建省 | Fújiàn    |
| 16  | Sichuan   | 四川省 | Sìchuān   |
| 17  | Yunnan    | 雲南省 | Yúnnán    |

Fünf weitere Provinzen waren zum Wahlzeitpunkt weiterhin unter der Kontrolle der Qing-Regierung und nahmen deshalb nicht an der Wahl teil:
| Nr. | Provinz      | Hànzì    | Pinyin       |
| --- | ------------ | -------- | ------------ |
| 1   | Jilin        | 吉林省   | Jílín        |
| 2   | Heilongjiang | 黑龍江省 | Hēilóngjiāng |
| 3   | Gansu        | 甘肅省   | Gānsù        |
| 4   | Xinjiang     | 新疆省   | Xīnjiāng     |
| 5   | Guizhou      | 貴州省   | Guìzhōu      |

#### Ernennung der neuen Regierung
Am 1. Januar 1912 verkündete Sun Yat-sen in Nanking die Gründung der Republik China und wurde derweil auch formell zum provisorischen Präsidenten der Republik ernannt. General Li Yuanhong wurde am selben Tag formell zum provisorischen Vizepräsidenten ernannt. Unter der provisorischen Regierung gab es zehn Ministerien:
1. Huang Xing wurde sowohl zum Heeresminister als auch zum Generalstabschef ernannt.
2. Huang Zhongying wurde Marineminister.
3. Wang Ch’ung-hui wurde Außenminister.
4. Wu Tingfang wurde Justizminister.
5. Chen Jingtao wurde Finanzminister.
6. Cheng Dequan wurde Innenminister.
7. Cai Yuanpei wurde Bildungsminister.
8. Zhang Jian wurde Handelsminister.
9. Tang Soqian wurde Kommunikationsminister.

Weitere Ernennungen waren:
1. Hu Hanmin zum Sekretär des Präsidenten.
2. Song Jiaoren zum Generaldirektor für Gesetzgebung.
3. Huang Fusheng zum Generaldirektor für Druckwesen.
4. Der Sprecher des provisorischen Senats wurde Lin Sen.

### Konflikte zwischen Nord- und Südregierung

#### Dong’anmen-Tor Zwischenfall
Die Revolutionäre versuchten, Yuan Shikai in den Süden zu locken. Indem sie Yuan zum Präsidenten der provisorischen Regierung im Süden Nankings machten, musste er seine militärische Machtbasis im Norden aufgeben. Im Februar 1912 plünderten die Truppen Geschäfte und bestahlen reiche Gewerbegebiete. Anschließend brannten sie das Dong’anmen-Tor (東安門) an der Kaiserstadtsmauer nieder. Tausende von Menschen wurden dabei getötet. Diese Meuterei wurde in Wirklichkeit von Yuan und Cao Kun befohlen. Yuan schüchterte die Revolutionäre ein und machte ihnen klar, dass die neue Regierung zu ihm nach Peking kommen müsse – er würde nicht in den Süden gehen. Dies war ein Vorwand, um die Hauptstadt der neuen Republik von Nanking zurück nach Peking zu verlegen.

#### Nord-Süd-Konferenz

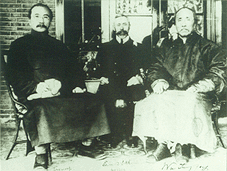
Bild der Nord-Süd-Konferenz. Von links nach rechts: Tang Shaoyi (Repräsentant Yuan Shikais), Edward Selby Little (Verhandlungsführer), Wu Tingfang (Repräsentant der Südregierung).

Am 18. Dezember fand in Shanghai die Nord-Süd-Konferenz (chinesisch 南北議和) statt, auf der die Fragen des Nordens und des Südens diskutiert wurden. Die mangelnde Bereitschaft ausländischer Geldgeber, die Qing-Regierung oder die Revolutionäre finanziell zu unterstützen, trug dazu bei, dass sich beide Seiten auf die Aufnahme von Verhandlungen einigten.
Yuan Shikai wählte Tang Shaoyi als seinen Vertreter aus. Tang reiste von Peking nach Wuhan, um mit den Revolutionären zu verhandeln. Die Revolutionäre wählten Wu Tingfang für ihre Repräsentation. Mit der Intervention von sechs ausländischen Mächten, dem Vereinigten Königreich, den Vereinigten Staaten, Deutschland, Russland, Japan und Frankreich, begannen Tang Shaoyi und Wu Tingfang, über eine Einigung in der britischen Konzession zu verhandeln. Der ausländische Geschäftsmann Edward Selby Little fungierte als Verhandlungsführer und vermittelte das Friedensabkommen, in dem vereinbart wurde, dass Yuan Shikai den Qing-Kaiser zur Abdankung zwingen würde, wenn die südlichen Provinzen Yuan als Präsident der Republik unterstützen würden. Nachdem Sun Yat-sen die Möglichkeit in Betracht gezogen hatte, dass die neue Republik in einem Bürgerkrieg oder durch eine ausländische Invasion besiegt werden könnte, stimmte er Yuans Vorschlag zu, China unter Yuan Shikais Regierung in Peking zu vereinen. Außerdem wurde beschlossen, den Kaiser über seinen kleinen Hof im Neuen Sommerpalast regieren zu lassen. Er sollte wie der Herrscher eines eigenen Landes behandelt werden und über Ausgaben in Höhe von mehreren Millionen Taels in Silber verfügen.
Die Macht der Regierung in Nanking und des Provisorischen Senats ging damit auf die Beiyang-Regierung in Peking über, was die Auflösung der Provisorischen Regierung bedeutete. Der Übergang in den Norden sollte sich in den nächsten Jahren als schwierig erweisen.

## Gründung der Republik

### Ausruf der Republik China und Präsentation der Nationalflagge
Am 29. Dezember 1911 wurde Sun Yat-sen zum ersten provisorischen Präsidenten gewählt. Der 1. Januar 1912 wurde als erster Tag des ersten Jahres der Republik China festgelegt. Am 3. Januar schlugen die Abgeordneten Li Yuanhong als provisorischen Vizepräsidenten vor.
Während und nach der Revolution von 1911 wollten viele beteiligte Gruppen ihren eigenen Wimpel als Nationalflagge. Während des Wuchang-Aufstandes wollten die Militäreinheiten von Wuchang die „Neun-Sterne-Flagge“ mit einem Yin und Yang-Symbol. Zu den Konkurrenten gehörte auch Lu Haodongs Flagge „Blauer Himmel mit weißer Sonne“. Huang Xing bevorzugte eine Flagge mit dem mythischen „Brunnenfeld“-System der dörflichen Landwirtschaft.
Schließlich einigte sich die Versammlung auf einen Kompromiss: Die Nationalflagge sollte das Banner der „Fünf Rassen unter einer Union“ sein. Die Flagge der „Fünf Rassen unter einer Union“ mit horizontalen Streifen repräsentierte die fünf größten Nationalitäten der Republik:
1. Das Rot stand für die Han.
2. Das Gelb für die Mandschus.
3. Das Blau für die Mongolen.
4. Das Weiß für die Muslime.
5. Und das Schwarz für die Tibeter.

Obwohl das allgemeine Ziel der Aufstände die Mandschus waren, sprachen sich Sun Yat-sen, Song Jiaoren und Huang Xing einhellig für eine Rassenintegration aus, die vom Festland bis zu den Grenzen durchgeführt werden sollte.

### Donghuamen-Zwischenfall
Am 16. Januar geriet Yuan Shikai auf dem Rückweg zu seiner Residenz in einen Hinterhalt bei einem von der Tongmenghui organisierten Bombenanschlag in Donghuamen, Peking. Achtzehn Revolutionäre waren daran beteiligt. Etwa zehn Wachen starben, Yuan selbst wurde jedoch kaum verletzt. Am nächsten Tag sandte er eine Botschaft an die Revolutionäre, in der er ihnen seine Loyalität zusicherte und sie aufforderte, keine weiteren Attentate auf ihn zu verüben.

### Abdankung des Kaisers

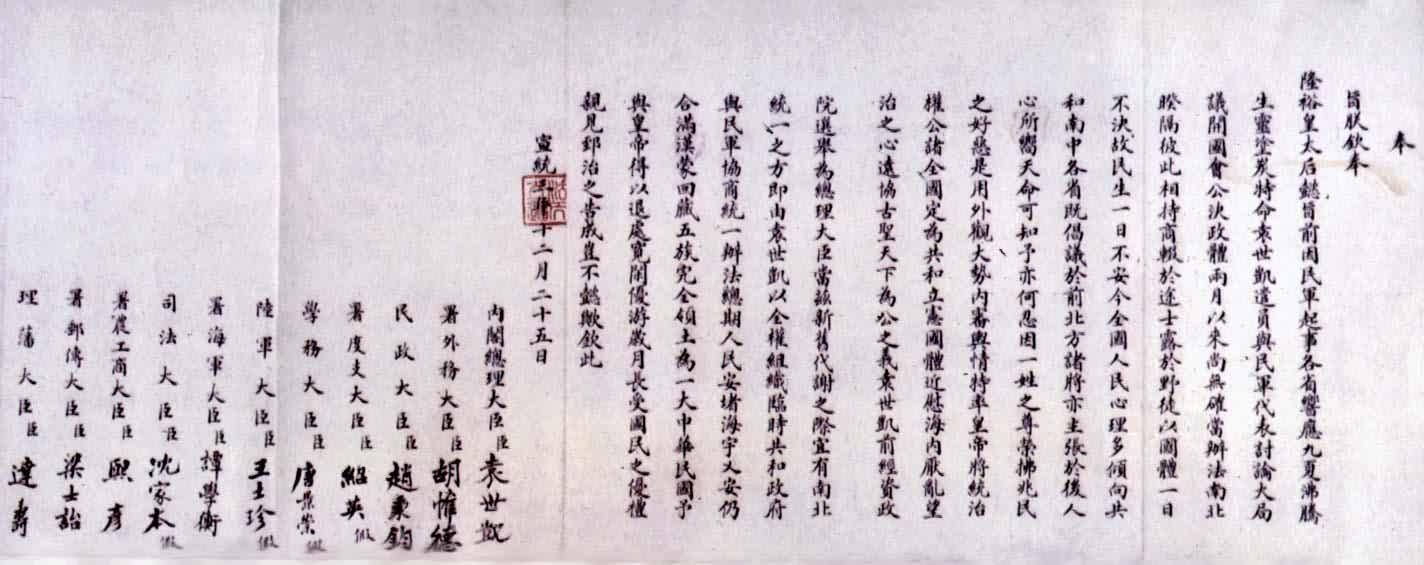
„Kaiserliches Edikt der Abdankung des Qing-Kaisers“ (清帝退位詔書).

Kaiserinwitwe Longyu billigte am 12. Februar 1912 das „Kaiserliche Edikt der Abdankung des Qing-Kaisers“ (清帝退位詔書), das von Premierminister Yuan Shikai mit dem kaiserlichen Hof in Peking und den Republikanern in Südchina ausgehandelt worden war. Puyi erinnerte sich in seiner Autobiografie an das Treffen zwischen Longyu und Yuan:

„Die Kaiserinwitwe saß auf einem Kang (Podest) in einem Nebenraum des Palastes und wischte sich mit einem Taschentuch die Augen, während ein dicker alter Mann (Yuan) vor ihr auf einem roten Kissen kniete und Tränen über sein Gesicht liefen. Ich saß rechts neben der Witwe und fragte mich, warum beide Erwachsenen weinten. Außer uns dreien war niemand im Raum und alles war still; der dicke Mann schnaubte, während er sprach, und ich konnte nicht verstehen, was er sagte… Das war der Zeitpunkt, an dem Yüan die Frage der Abdankung direkt ansprach.“

Gemäß den „Artikeln über die günstige Behandlung des Großen Qing-Kaisers nach seiner Abdankung“ (清帝退位優待條件), die mit der neuen Republik China unterzeichnet wurden, sollte Puyi seinen kaiserlichen Titel behalten und von der Regierung der Republik mit dem Protokoll behandelt werden, das einem ausländischen Monarchen zusteht. Puyi und der kaiserliche Hof durften sowohl in der nördlichen Hälfte der Verbotenen Stadt (den Privatgemächern) als auch im Sommerpalast bleiben. Die Republik gewährte dem kaiserlichen Haushalt eine hohe jährliche Subvention in Höhe von vier Millionen Silbertaels, die jedoch nie vollständig ausgezahlt und nach wenigen Jahren wieder abgeschafft wurde. Puyi selbst wurde im Februar 1912 nicht darüber informiert, dass seine Herrschaft beendet und China nun eine Republik war und er glaubte noch einige Zeit lang, er sei immer noch Kaiser. Als 1913 die Kaiserinwitwe Longyu starb, kam Präsident Yuan Shikai in die Verbotene Stadt, um ihr die letzte Ehre zu erweisen, was laut Puyis Lehrern bedeutete, dass größere Veränderungen bevorstanden.
Puyi erfuhr bald, dass der wahre Grund für die Artikel darin bestand, dass Präsident Yuan Shikai die Wiederherstellung der Monarchie mit sich selbst als Kaiser einer neuen Dynastie plante und Puyi als eine Art Wächter der Verbotenen Stadt haben wollte, bis er einziehen konnte. Puyi verbrachte Stunden damit, den Präsidentenpalast gegenüber der Verbotenen Stadt anzustarren, und verfluchte Yuan, wann immer er ihn in seinem Automobil kommen und gehen sah. Puyi verabscheute Yuan als „Verräter“ und beschloss, dessen Pläne, Kaiser zu werden, zu sabotieren, indem er die kaiserlichen Siegel versteckte; sein Lehrer sagten ihm aber schon früh, dass Shikai einfach neue anfertigen würde. Im Jahr 1915 proklamierte sich Yuan Shikai selbst zum Kaiser und plante, seine Tochter mit Puyi zu verheiraten, musste aber angesichts des Widerstands der Bevölkerung abdanken.

### Streit um die Hauptstadt

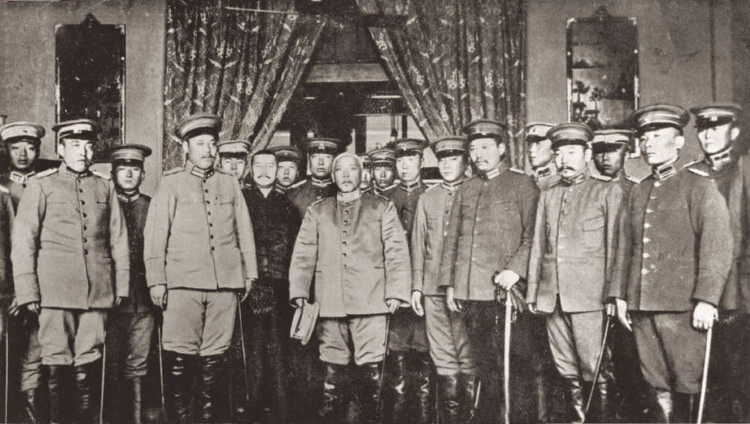
Yuan Shikai wird als Premierminister vereidigt.

Als Bedingung für die Übergabe der Führung an Yuan Shikai bestand Sun Yat-sen darauf, dass die provisorische Regierung in Nanjing bleiben sollte. Am 14. Februar stimmte der provisorische Senat zunächst mit 20:5 Stimmen dafür, Peking gegenüber Nanjing zur Hauptstadt zu machen, wobei zwei Stimmen für Wuhan und eine für Tianjin abgegeben wurden. Die Senatsmehrheit wollte das Friedensabkommen durch die Machtübernahme in Peking absichern. Zhang Jian argumentierte, dass die Lokalisierung der Hauptstadt in Peking eine Restauration der Mandschu und eine Abspaltung der Mongolen verhindern würde. Sun Yat-sen und Huang Xing sprachen sich jedoch für Nanjing aus, um ein Gleichgewicht gegen die Machtbasis von Yuan Shikai im Norden herzustellen. Li Yuanhong schlug Wuhan als Kompromiss vor.
Am nächsten Tag stimmte der Provisorische Senat erneut ab, diesmal mit 19 zu 6 Stimmen für Nanjing und zwei Stimmen für Wuhan. Sun schickte eine Delegation unter der Leitung von Cai Yuanpei und Wang Jingwei, um Yuan davon zu überzeugen, nach Nanjing zu ziehen. Dieser begrüßte die Delegation und erklärte sich bereit, die Delegierten zurück in den Süden zu begleiten. Am Abend des 29. Februar brachen dann in der ganzen Stadt Unruhen und Brände aus. Angeblich wurden sie von ungehorsamen Truppen von Cao Kun, einem loyalen Offizier von Yuan, ausgelöst. Die Unruhen in den Reihen der Soldaten breiteten sich auf Tongzhou, Tianjin und Baoding aus. Diese Ereignisse gaben Yuan den Vorwand, im Norden zu bleiben, um Unruhen vorzubeugen. Am 10. März wurde Shikai in Peking als provisorischer Präsident der Republik China vereidigt. Er richtete seinen Amtssitz und seine Residenz in Zhongnanhai, neben der Verbotenen Stadt in Peking, ein. Am 5. April stimmte der Provisorische Senat in Nanjing dafür, Peking zur Hauptstadt der Republik zu machen, und tagte Ende des Monats in Peking.

## Republikanische Regierung in Peking (Beiyang-Regierung)

### Wahl der Beiyang-Regierung
| Bild  | Kandidat      | Alter | Partei                                    | Senatssitze | Repräsentantenhaussitze |
| ----- | ------------- | ----- | ----------------------------------------- | ----------- | ----------------------- |
|       | Song Jiaoren  | 30    | Tongmenghui (Nationalistische Partei)     | 132         | 269                     |
|       | Li Yuanhong   | 48    | Kung-ho-tang (Republikanische Partei)     | 46          | 120                     |
|       | Zhang Binglin | 43    | Tǒngyī dǎng (Konservative Einheitspartei) | 6           | 18                      |
|       | Tang Hualong  | 38    | Mínzhǔ dǎng (Demokratische Partei)        | 8           | 16                      |
| Summe | Summe         | Summe | Summe                                     | 274         | 596                     |

Im August reiste Sun Yat-sen nach Peking, wo er von Yuan Shikai und einer Tausenden von Menschen empfangen wurde. In der Pekinger Huguang-Gildenhalle schloss sich die Tongmenghui unter Führung von Sun, Huang Xing und Song Jiaoren mit mehreren kleineren Parteien zur Kuomintang zusammen.
Es handelte sich um eine indirekte Wahl, bei der die Wähler rund 30.000 Wahlmänner wählten, die wiederum rund 2.000 Mitglieder der Provinzversammlungen und 596 Mitglieder des Repräsentantenhauses wählten. Dieses System führte zu Fällen von Bestechung.
Der 274 Mitglieder umfassende Senat wurde von den Provinzversammlungen gewählt, die ihrerseits 1909 während der Qing-Dynastie gewählt worden waren.
Wahlberechtigt waren erwachsene Männer über 21 Jahre, die über eine Ausbildung verfügten, Eigentum besaßen, Steuern zahlten und einen zweijährigen Wohnsitz in einem bestimmten Bezirk nachweisen konnten. Schätzungsweise 40 Millionen, d. h. 4–6 % der chinesischen Bevölkerung, waren für die Wahl registriert. Dies ist eine Steigerung gegenüber den chinesischen Provinzwahlen von 1909, bei denen weniger als 1 % der Bevölkerung wahlberechtigt war.
Der Präsident musste die 64 Mitglieder, die Tibet, die Äußere Mongolei und die Auslandschinesen vertraten, selbst auswählen, da die Regierung in Peking keine ausreichende Kontrolle über diese Bevölkerungsgruppen ausübte, um Wahlen zu organisieren.
Trotz der Kompromisse waren an der Wahl über 300 Bürgergruppen beteiligt, und es war die erste und am stärksten umkämpfte landesweite Wahl in der chinesischen Geschichte.
Die Kuomintang gewann unter der Führung von Song Jiaoren eine Mehrheit in beiden Kammern der Versammlung (Senat und Repräsentantenhaus); Jiaroen wurde zudem zum Premierminister gewählt. Nach der Wahlniederlage fusionierten die Kung-ho-tang (Republikanische Partei), die Tǒngyī dǎng (Konservative Einheitspartei) und die Mínzhǔ dǎng (Demokratische Partei) zur „Fortschrittspartei“, mit Liang Qichao an der Spitze. Die „Fortschrittspartei“ wurde zum Hauptkonkurrenten der Kuomintang.
Die Regierung in Peking, die so genannte Beiyang-Regierung, wurde erst 1928 international als rechtmäßige Regierung anerkannt, so dass der Zeitraum von 1912 bis 1928 einfach als „Beiyang-Periode“ bezeichnet wird.
Die Sitzverteilung innerhalb der einzelnen Wahldistrikte war folgendermaßen aufgeteilt:
| Wahldistrikt        | Hànzì      | Pinyin       | Bevölkerungsanzahl | Zugelassene Wähler | %       | Repräsentantenhaussitze | Senatssitze |
| ------------------- | ---------- | ------------ | ------------------ | ------------------ | ------- | ----------------------- | ----------- |
| Sichuan             | 四川省     | Sìchuān      | 48.129.596         | 1.729.368          | 3,59 %  | 35                      | 10          |
| Henan               | 河南省     | Hénán        | 35.900.038         | 1.688.632          | 4,70 %  | 32                      | 10          |
| Jiangsu             | 江蘇省     | Jiāngsū      | 32.282.781         | 1.939.386          | 6,01 %  | 40                      | 10          |
| Shandong            | 山東省     | Shāndōng     | 30.987.853         | 1.368.184          | 4,42 %  | 33                      | 10          |
| Guangdong           | 廣東省     | Guǎngdōng    | 28.010.560         | 1.966.516          | 7,02 %  | 30                      | 10          |
| Hunan               | 湖南省     | Húnán        | 27.390.230         | 1.277.414          | 4,66 %  | 27                      | 10          |
| Zhili               | 直隸省     | Zhílì        | 25.932.133         | 9.195.757          | 35,46 % | 46                      | 10          |
| Hubei               | 湖北省     | Húběi        | 25.590.308         | 5.670.370          | 22,16 % | 26                      | 10          |
| Jiangxi             | 江西省     | Jiāngxī      | 23.987.317         | 4.986.883          | 20,79 % | 35                      | 10          |
| Zhejiang            | 浙江省     | Zhèjiāng     | 21.440.151         | 1.184.629          | 5,53 %  | 38                      | 10          |
| Anhui               | 安徽省     | Ānhuī        | 16.229.052         | 1.450.901          | 8,94 %  | 27                      | 10          |
| Fujian              | 福建省     | Fújiàn       | 15.849.296         | 1.283.348          | 8,10 %  | 24                      | 10          |
| Shanxi              | 陝西省     | Shǎnxī       | 10.271.096         | 1.395.622          | 2,98 %  | 21                      | 10          |
| Liaoning            | 奉天省     | Fèngtiān     | 12.133.303         | 896.408            | 7,39 %  | 16                      | 10          |
| Shaanxi             | 陝西省     | Shǎnxī       | 10.271.096         | 1.395.622          | 8,20 %  | 13                      | 10          |
| Guizhou             | 貴州省     | Guìzhōu      | 9.665.227          | 792.290            | 8,20 %  | 13                      | 10          |
| Yunnan              | 雲南省     | Yúnnán       | 9.466.965          | 233.398            | 2,47 %  | 22                      | 10          |
| Guangxi             | 廣西省     | Guǎngxī      | 8.746.747          | 2.731.717          | 31,23 % | 19                      | 10          |
| Jilin               | 吉林省     | Jílín        | 5.580.030          | 108.835            | 1,95 %  | 10                      | 10          |
| Gansu               | 甘肅省     | Gānsù        | 4.989.907          | 148.526            | 2,98 %  | 14                      | 10          |
| Heilongjiang        | 黑龍江省   | Hēilóngjiāng | 2.028.776          | 288.234            | 14,21 % | 10                      | 10          |
| Xinjiang            | 新疆省     | Xīnjiāng     | ~2.000.000         | 9.506              | 0,48 %  | 10                      | 10          |
| Mongolei            | 蒙古選舉會 | Ménggǔ       | –                  | –                  | –       | 27                      | 27          |
| Tibet               | 西藏選舉會 | Xīzàng       | –                  | –                  | –       | 10                      | 10          |
| Qinghai             | 青海選舉會 | Qīnghǎi      | –                  | –                  | –       | 3                       | 3           |
| Auslandschinesen    | –          | –            | –                  | –                  | –       | 0                       | 6           |
| Zentralgesellschaft | –          | –            | –                  | –                  | –       | 0                       | 8           |

### Putsch Yuans: Tötung Songs, Vertreibung Suns und Außerkraftsetzung der Verfassung
Als sich die Versammlung anschickte, die Verfassung zu ratifizieren, widersetzte sich Yuan Shikai den Bemühungen, die Macht zu teilen. Ohne das Wissen der Versammlung arrangierte er ein großes und teures Reorganisationsdarlehen von einem Konsortium ausländischer Kreditgeber, um sein Militär zu finanzieren. Mit diesem Darlehen, das in der HSBC-Bank im Gesandtschaftsviertel unterzeichnet wurde, übergab die Regierung die Erhebung der Salzsteuereinnahmen in ausländische Hände.
Yuans Agenten ermordeten den Nationalistenführer Song Jiaoren in Shanghai. Daraufhin rief Sun Yat-sen im Juli 1913 eine zweite Revolution aus, die jedoch scheiterte und ihn ins Exil zwang. Anschließend zwang Yuan die Nationalversammlung, ihn zum Präsidenten zu wählen und die nationalistischen Mitglieder auszuschließen. Anfang 1914 löste er die Nationalversammlung auf und setzte im Mai die provisorische Verfassung außer Kraft.

### Kurzzeitiges Aufleben des Kaiserreichs
Am 23. Dezember 1915 erklärte sich Yuan Shikai zum Kaiser, und sein Regime wurde zum Kaiserreich China (1915–1916). Diese Erklärung löste den „Nationalen Schutzkrieg“ aus, als die Provinzen im Süden rebellierten. Yuan war gezwungen, im März 1916 vom Kaiser zum Präsidenten zurückzutreten. Er starb im Juni 1916 in Peking und hinterließ Militärs der Beiyang-Armee, die um die Kontrolle der Regierung rangen. In den folgenden 12 Jahren hatte die Beiyang-Regierung in Peking nicht weniger als acht Präsidenten, fünf Parlamente, 24 Kabinette, mindestens vier Verfassungen und eine kurze Wiederherstellung der Mandschu-Monarchie.
Obwohl Yuans Versuch von Anfang an zum Scheitern verurteilt war, warf er die Republik China in ihrer Entwicklung um Jahre zurück und begünstigte den Zerfall des Landes in viele kleine Gebiete unter Kontrolle verschiedener Warlords (sog. Kriegsherren-Ära).

## Wirken

### Sozialer Einfluss

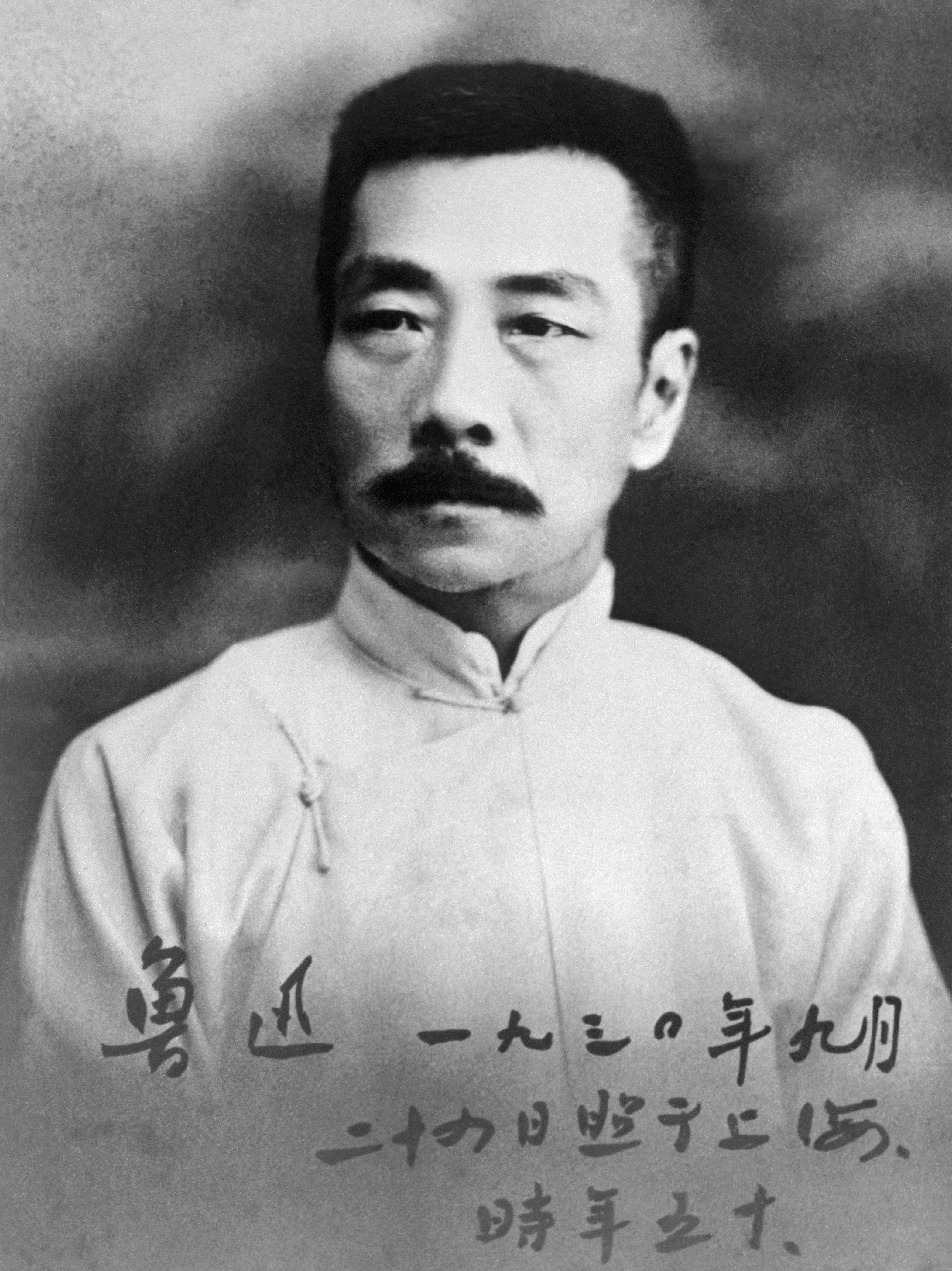
Lu Xun (hier 1930) dokumentierte den gesellschaftlichen Wandel Chinas nach der Revolution in seinem Klassiker Die wahre Geschichte des Ah Q, Teil der Sammlung Aufruf zum Kampf.

Nach der Revolution kam es in ganz China, vor allem aber in Peking, zu einem massiven Ausbruch von Anti-Mandschu-Stimmungen. Die kaiserlichen Beschränkungen für den Aufenthalt und das Verhalten der Han in der Stadt fielen mit dem Zerfall der kaiserlichen Macht der Mandschu. Die Anti-Mandschu-Stimmung wird in Büchern wie A Short History of Slaves (奴才小史) und The Biographies of Avaricious Officials and Corrupt Personnel (貪官污吏傳) von Laoli beschrieben.
Während der Abdankung des letzten Kaisers, versuchten sowohl Kaiserinwitwe Longyu, als auch Yuan Shikai als auch Sun Yat-sen, das Konzept der „Mandschu und Han als eine Familie“ (滿漢一家) zu etablieren. Die Menschen begannen, die Ursachen für ihre nationale Schwäche zu erforschen: diese neue Identitätssuche war die Neue-Kultur-Bewegung. Die mandschurische Kultur und Sprache hingegen sind mittlerweile praktisch ausgestorben.
Im Gegensatz zu den Revolutionen im Westen führte die Revolution von 1911 nicht zu einer Umstrukturierung der Gesellschaft. Die Teilnehmer an der Revolution von 1911 waren vor allem Militärs, Bürokraten alter Prägung und lokale Adelige. Diese Personen hatten auch nach der Revolution von 1911 noch regionale Macht inne. Einige wurden zu Warlords. Es gab keine wesentlichen Verbesserungen des Lebensstandards. Der Schriftsteller Lu Xun bemerkte 1921 anlässlich der Veröffentlichung von Die wahre Geschichte des Ah Q, zehn Jahre nach der Revolution von 1911, dass sich im Grunde nichts geändert habe, außer dass „die Mandschus die Küche verlassen haben“. Die wirtschaftlichen Probleme des Landes wurden erst unter der Regierung von Chiang Ching-kuo in Taiwan und Mao Zedong auf Festlandchina angegangen.
Mit der Revolution von 1911 wurde vor allem der Feudalismus (Fengjian) vom spätkaiserlichen China beseitigt. Nach gängiger Auffassung der Historiker gab es zwei Wiederherstellungen der Feudalherrschaft nach der Revolution: die erste war Yuan Shikai (s.Oben), die zweite Zhang Xun. Beide waren zwar nicht erfolgreich, aber die „feudalen Überbleibsel“ kehrten mit der Kulturrevolution unter Mao Zedong nach China zurück, und zwar in Form eines Konzepts namens guanxi, bei dem sich die Menschen zum Überleben nicht auf feudale, sondern auf persönliche Beziehungen stützten. Während guanxi in Taiwan lediglich hilfreich ist, ist es auf dem Festland notwendig, um in der strengen chinesischen Hierarchie aufzusteigen.
Aufgrund der Auswirkungen der Anti-Mandschu-Stimmung nach der Revolution wurden die meisten Mandschus in tiefe Armut getrieben, wobei die Mandschu-Männer zu arm waren, um zu heiraten, so dass Han-Männer Mandschu-Frauen heirateten, die Mandschus aufhörten, sich in Mandschu-Kleidung zu kleiden und die Mandschu-Traditionen zu praktizieren.

### Geschichtliche Bedeutung
Die Revolution von 1911 stürzte die Qing-Regierung und eine viertausendjährige Monarchie. Im Laufe der chinesischen Geschichte waren alte Dynastien immer wieder durch neue Dynastien ersetzt worden. Die Revolution von 1911 war jedoch die erste, die die Monarchie vollständig beendete und versuchte, eine Republik zu errichten, um demokratische Ideen in ganz China zu verbreiten. Dennoch sagte Sun Yat-sen 1911 bei der Proklamation der provisorischen Regierung: „Die Revolution ist noch nicht erfolgreich, die Genossen müssen sich noch um die Zukunft bemühen“ (革命尚未成功，同志仍需努力).
Seit den 1920er Jahren beurteilen die beiden vorherrschenden Parteien – die Republik China und die Volksrepublik China – die Revolution von 1911 ganz unterschiedlich. Beide erkennen Sun Yat-sen als den „Vater der Nation“ an. In Taiwan ist damit der „Vater der Republik China“ gemeint, während auf dem Festland Sun Yat-sen als der Mann gesehen wird, der zum Sturz der Qing beigetragen hat, was eine Voraussetzung für den 1949 gegründeten kommunistischen Staat (der Volksrepublik) war. Die Volksrepublik China (Festland) betrachtet Suns Arbeit als den ersten Schritt zur „wirklichen Revolution“ im Jahr 1949, als die Kommunisten einen unabhängigen Staat errichteten, der Ausländer vertrieb und eine militärische und industrielle Macht aufbaute. Vater des neuen China sei damit Mao Zedong.
Liu Shaoqi wurde 1954 mit den Worten zitiert, dass die „Revolution von 1911 das Konzept einer Republik in das einfache Volk einführte“. Zhou Enlai wies darauf hin, dass die „Revolution von 1911 die Qing-Herrschaft stürzte, 4.000 Jahre Monarchie beendete und den Geist der Menschen in hohem Maße befreite und den Weg für die Entwicklung künftiger Revolutionen eröffnete. Dies ist ein großer Sieg“. Vor allem Enlai vertritt dabei die Ansicht Festlandchinas, dass Sun nur ein Vorreiter Chinas war, dies aber lange noch nicht die Notwendigkeit einer Republik voraussetze; vielmehr unterstützte er Zedongs Volksrepublik, den kommunistischen Staat.
Der Streit zwischen Taiwan und Festlandchina darüber, ob China nun eine Republik oder Volksrepublik sei, ist Gegenstand des langandauernden Taiwan-Konflikts.

### Neuzeitige Einordnung
In den späten 1980er- und 1990er-Jahren setzte ein Wandel in der Überzeugung ein, dass die Revolution eine allgemein positive Veränderung gewesen sei; abweichend davon wurde Zhang Shizhao mit den Worten zitiert: „Wenn man über die Revolution von 1911 spricht, neigen die Theoretiker heutzutage dazu, zu viel zu betonen. Das Wort 'Erfolg' wurde viel zu oft benutzt“.
Das Ausmaß des Erfolgs der durch die Revolution errungenen Demokratie kann je nach Sichtweise variieren. Selbst nach dem Tod von Sun Yat-sen im Jahr 1925 kontrollierte die Kuomintang sechzig Jahre lang alle fünf Zweige der Regierung; keiner von ihnen war unabhängig. Yan Jiaqi, Gründer der Föderation für ein demokratisches China, sagte, dass Sun Yat-sen Gründer der ersten Republik Chinas im Jahr 1912 und die zweite Republik die Bevölkerung Taiwans und die dortigen politischen Parteien ist; erst diese würden die Region „demokratisieren“.
Unterdessen sind die Ideale der Demokratie auf der chinesischen Seite des Festlandes noch lange nicht verwirklicht. So sagte der ehemalige chinesische Ministerpräsident Wen Jiabao einmal in einer Rede, dass es ohne echte Demokratie keine Garantie für wirtschaftliche und politische Rechte gäbe; trotzdem leitete er 2011 die Niederschlagung der friedlichen chinesischen Jasminproteste. Liu Xiaobo, ein pro-demokratischer Aktivist, der 2010 den Friedensnobelpreis erhielt, starb im Gefängnis. Andere Aktivisten, wie Qin Yongmin von der Demokratischen Partei Chinas, der erst nach zwölf Jahren aus dem Gefängnis entlassen wurde, loben die Revolution von 1911 nicht. Yongmin bemerkte, die Revolution habe nur „einen Diktator durch einen anderen ersetzt“, Mao Zedong sei kein Kaiser, aber er sei „schlimmer als der Kaiser“.

## Verlauf (Zusammenfassung)
Der Auslöser der Revolution hatte eher zufälligen Charakter, wenngleich ihr Ausbruch durch aktuelle Probleme der seit dem Beginn des 20. Jahrhunderts stark gewachsenen Wirtschaft Chinas mitbedingt war. Unter der sich aus der Mandschurei ausbreitenden Lungenpest-Epidemie des Jahres 1910 hatte der Handel gelitten, denn der Eisenbahnverkehr war durch die europäischen Eisenbahnverwaltungen eingeschränkt worden, um das Übergreifen der Krankheit auf die Siedlungen der Europäer zu vermeiden. Hinzu kam eine starke Überschwemmung des Jangtsekiang im Hochsommer, die den Handel insbesondere in Hankou beeinträchtigte.
Ende 1911 begannen in Westchina die sogenannten „Eisenbahnunruhen“. Die chinesische Regierung hatte eine Auslandsanleihe aufgenommen und als Pfand eine Eisenbahnlinie enteignet, die chinesischen Aktionären gehörte. Diese wehrten sich dagegen, indem sie die Bahnarbeiter mobilisierten. Revolutionäre, die die Qing-Regierung stürzen wollten, bauten auch Bomben, wovon eine am 9. Oktober 1911 unabsichtlich explodierte. Bei einer polizeilichen Durchsuchung eines Waffenlagers fanden sich Mitgliederlisten von Aufständischen. Diese zögerten nicht mehr, sodass am 10. Oktober ein bewaffneter Aufstand in Wuchang (genauer: in Hankou, das heute ein Teil von Wuhan ist) begann und sich in einer Welle republikanischer Erhebungen durch die südlichen Provinzen Chinas ausbreitete. Der Kaiser Puyi schickte kaiserliche Truppen unter dem Befehl Yuan Shikais zur Niederschlagung des Aufstands, doch innerhalb von anderthalb Monaten hatten sich bereits 15 Provinzen von der Regierung der Qing losgesagt und ihre Unabhängigkeit erklärt.
Durch ein Telegramm von Chen Qimei vom 29. Oktober 1911 wurde Chiang Kai-shek rechtzeitig zur Desertion vom japanischen Militär und zur Rückkehr aus Japan bewogen und organisierte einen Aufstand in Hangzhou. Chen startete am 3. November einen Angriff mit mehreren hundert Rebellen auf das Shanghaier Manufakturbüro. Dabei wurde er von den Mandschu gefangen genommen, jedoch einen Tag später von seinen Revolutionären aus dem Gefängnis befreit. In einer Machtprobe mit anderen revolutionären Gruppen der Stadt machte er sich selbst zum Militärgouverneur. Im November 1911 verlegte die Chinesische Revolutionäre Allianz Tongmenghui, die Vorläuferin der späteren Kuomintang, ihren Sitz von Tokio nach Shanghai. Ihr wie auch der kurze Zeit danach gegründeten Chinesischen Sozialistischen Partei gehörten viele Anhänger der anarchokommunistischen Bewegung an, die sich jedoch weigerten, sich an der Staatsmacht zu beteiligen. Weite Teile Chinas wurden zu diesem Zeitpunkt bereits von lokalen Gruppen kontrolliert, über die die Zentralregierung in Peking nur auf dem Papier die Oberhoheit hatte.
Sun Yat-sen erfuhr von der erfolgreichen Rebellion gegen die Qing und kehrte sofort aus den Vereinigten Staaten nach China zurück. Am 6. Dezember setzte Kaiserinwitwe Longyu den Prinzen Chun II. als Regenten ab. Am 29. Dezember wurde Sun in einer Konferenz von Provinzrepräsentanten in Nanjing zum Übergangspräsidenten der Republik China gewählt. Kaiserinwitwe Longyu unterzeichnete den „Edikt der Abdankung des Qing-Kaisers“ (清帝退位詔書 / 清帝退位诏书,  Qīngdì tuìwèi zhàoshū) am 12. Februar 1912, nachdem General Yuan Shikai ein Abkommen zwischen dem Kaiserhof in Peking und der Regierung der Republik in Nanjing ausgehandelt hatte. Infolgedessen wurde Yuan zum ersten offiziellen Präsidenten Chinas ernannt. Durch die „Artikel über die bevorzugte Behandlung des Qing-Kaisers nach seiner Abdankung“ (清帝退位優待條件 / 清帝退位优待条件,  Qīngdì tuìwèi yōudài tiáojiàn) (auch Wohlwollender Vertrag genannt), unterzeichnet zusammen mit der neuen chinesischen Republik, war es Puyi erlaubt, seine Titel zu behalten und bestimmte protokollarische Privilegien und Ehren zu genießen. Als Vorbild diente das italienische „Gesetz der Garantien“ von 1870, das den Status des Papstes in Italien regelte.
Im August 1912 gründeten Song Jiaoren und Sun Yat-sen in Shanghai die Kuomintang, deren provisorischer Vorsitzender Sun wurde.
Auf die Revolution folgte eine lange Reihe von Machtkämpfen und Bürgerkriegen, insbesondere der Chinesische Bürgerkrieg. Erst mit dem Ende der Kulturrevolution sollte die Volksrepublik China wieder für eine gewisse Zeit Ruhe und Stabilität erleben.

## Literatur

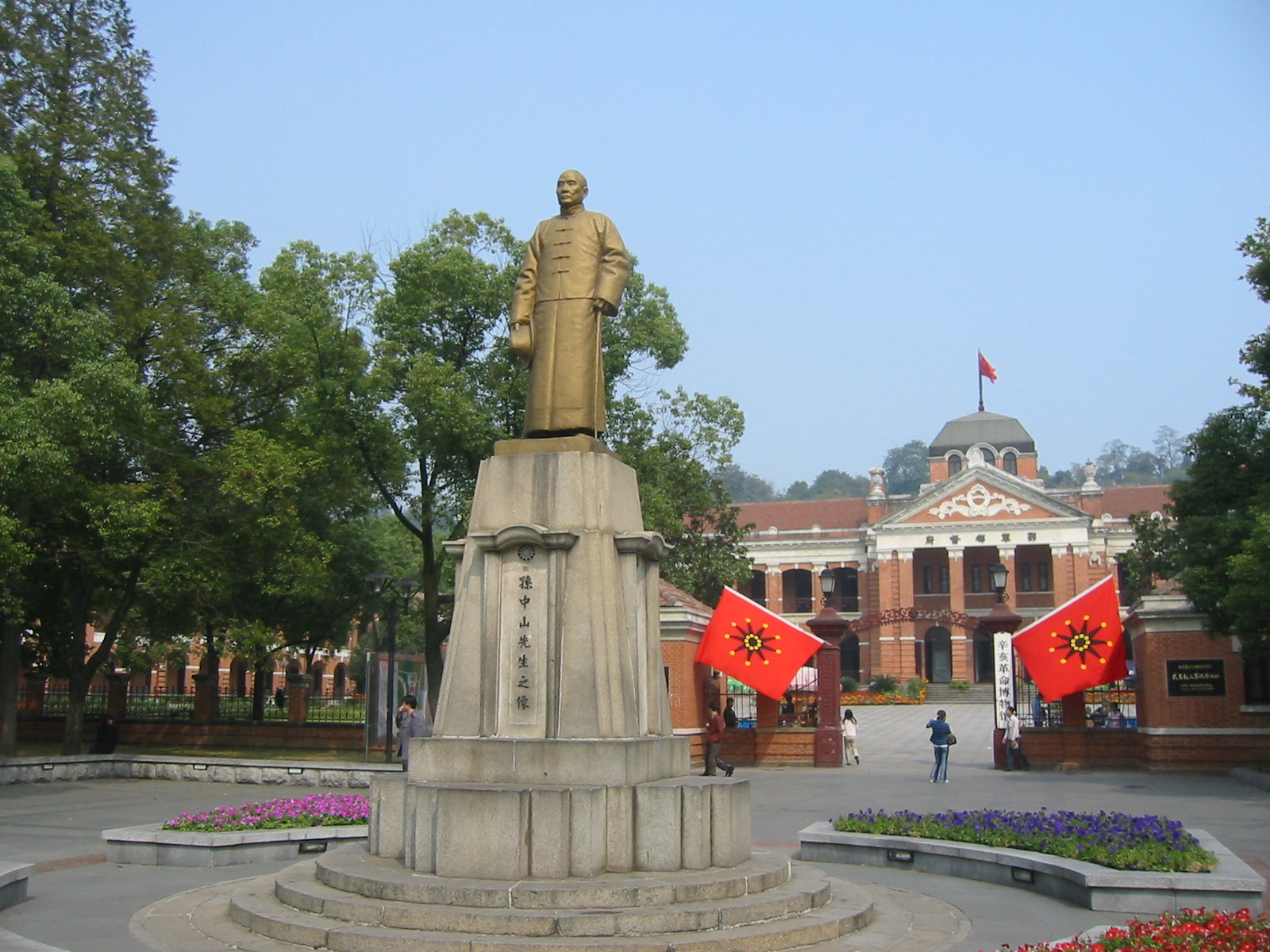
Die Statue Sun Yat-sens in Wuhan soll an den Aufstand von Wuhan erinnern. Dahinter befand sich der nach dem Aufstand eingerichtete Sitz der Übergangsregierung der Republik China, der heute als historisches Museum dient.

## Film
- Der mit neun Oscars, vier Golden Globes und weiteren renommierten Filmpreisen ausgezeichnete Film „Der letzte Kaiser“ von 1987 des Regisseurs Bernardo Bertolucci beschreibt das Leben des Kaisers und verdeutlicht seine Rolle in der Xinhai-Revolution.
- Der im Jahr 2011 veröffentlichte Film „1911 Revolution“ der Regisseure Jackie Chan und Zhang Li handelt von der Xinhai-Revolution. Dabei verkörpern Winston Chao den Revolutionsführer Sun Yat-sen und Jackie Chan einen seiner wichtigsten Gefolgsleute, Huang Xing.